# Landkreis Altenburger Land

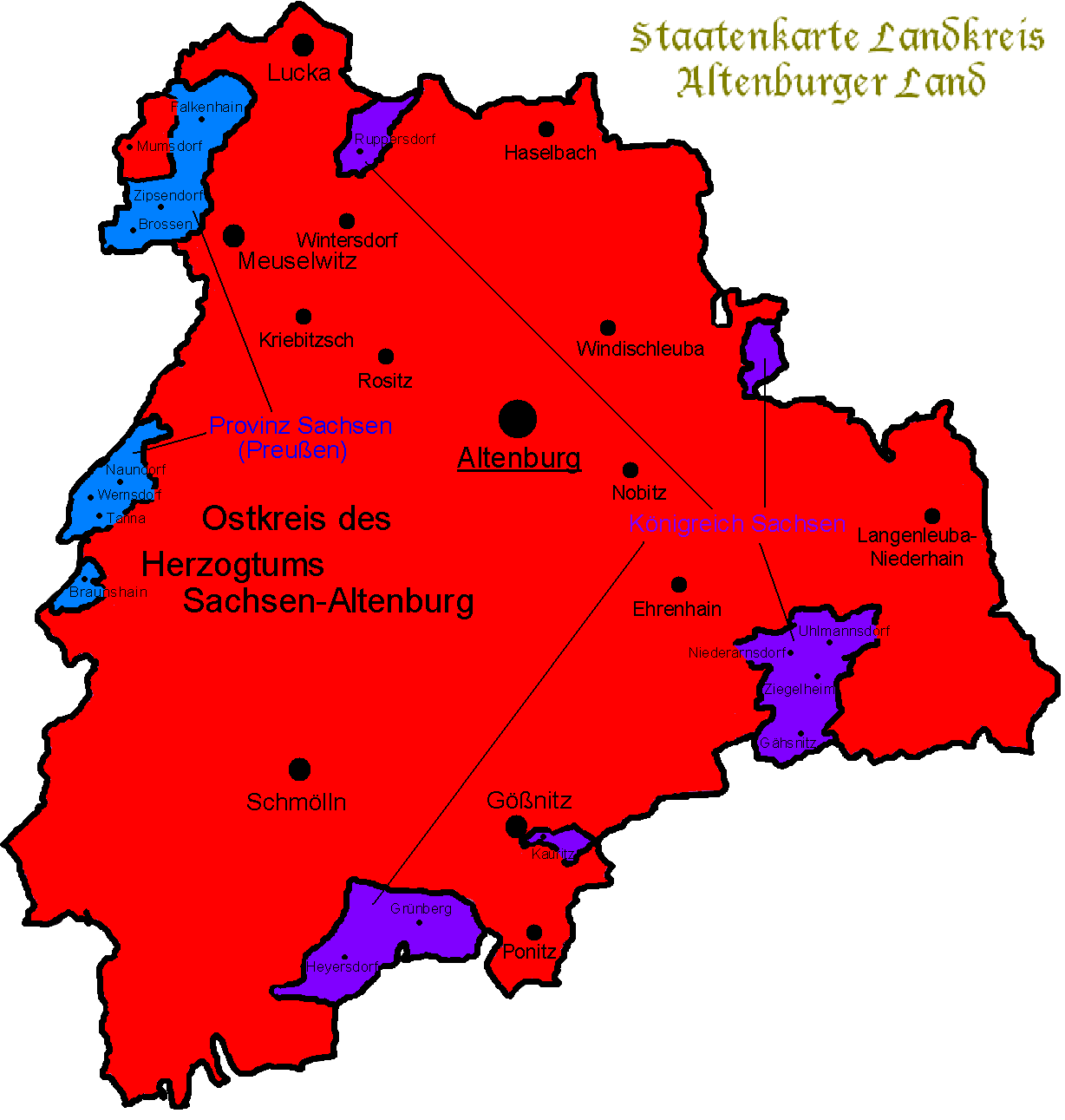
Staatenaufteilung des Altenburger Landes bis 1920

Der Landkreis Altenburger Land ist ein Landkreis im Osten von Thüringen, der nach der gleichnamigen Landschaft um die Stadt Altenburg benannt ist. Einziger angrenzender Thüringer Kreis ist der Landkreis Greiz im Westen, im Nordwesten befindet sich der sachsen-anhaltische Burgenlandkreis, und von Norden nach Süden im Uhrzeigersinn die sächsischen Landkreise Leipzig, Mittelsachsen und Zwickau. Raumordnerisch gehört der Kreis zur Planungsregion Ostthüringen und ist Mitglied der Planungsgemeinschaft Ostthüringen.
Unter allen Landkreisen/kreisfreien Städte hatte 2019 das Altenburger Land gemeinsam mit dem benachbarten Saale-Orla-Kreis die drittniedrigsten mittleren Bruttolöhne (jeweils 2.420 Euro) in ganz Deutschland (bundesweit: 3.401 Euro).

## Geografie
Das Altenburger Land liegt im äußersten Osten Thüringens. Es ist in weiten Teilen landwirtschaftlich geprägt, so beträgt die landwirtschaftliche Nutzfläche fast drei Viertel der Gesamtfläche. Die Waldfläche beträgt dagegen nur etwa 10 %, besonders im südlichen Teil des Landkreises finden sich nur wenige Wälder. Begründet liegt dies in der hohen Bodenfruchtbarkeit mit einer Lössschicht die bis zu 3,5 Meter mächtig ist, nur im nördlichen Teil um Meuselwitz und Kriebitzsch ist diese aufgrund des Braunkohlenbergbaus abgetragen. Von Südwesten in Richtung Nordosten durchquert der Fluss Sprotte Teile des Altenburger Landes, die dann bei Selleris in die von Süden nach Norden verlaufende Pleiße mündet. Diese wiederum fließt in Leipzig in die Weiße Elster, in die auch die nördlich fließende Schnauder bei Audigast mündet, somit gehört der Landkreis zum Einzugsgebiet der Elbe. Im östlichen Altenburger Land befindet sich eine Wasserscheide, so dass die den Osten des Kreisgebietes durchfließende Wiera erst bei Lobstädt im Landkreis Leipzig in die Pleiße mündet. Naturräumlich gesehen wird das Altenburger Land hauptsächlich dem Altenburg-Zeitzer Lösshügelland zugeordnet, welches als Ackerhügelland zur Leipziger Tieflandsbucht gehört. Lediglich die südwestlich gelegenen Gemeinden Thonhausen, Vollmershain, Heukewalde, Jonaswalde und Posterstein werden zum Ronneburger Acker- und Bergbaugebiet gezählt und bilden somit das Mittelgebirgsvorland. Das leicht hügelige Osterland bildet die nördlichsten Vorhügel des Erzgebirges und fällt sanft bis zu den Ebenen des südöstlichen Sachsen-Anhalts ab. Die höchste natürliche Erhebung befindet sich bei Nischwitz mit 352 Metern, die niedrigste mit 150 Metern bei Haselbach.

## Geschichte
Die Region am Fluss Pleiße war ein Teil des großen Waldes, der nach dem Zerfall des Thüringer Reiches 531 von Slawen besiedelt wurde. So entstand der Pleißengau, der im 10. Jahrhundert von Heinrich I. in das Heilige Römische Reich deutscher Nation eingegliedert wurde. Das Altenburger Schloss, hoch über der Stadt auf einem Porphyrfelsen gelegen, existierte schon im 10. Jahrhundert und wurde um 1100 als Kaiserpfalz gegründet. In den folgenden Jahrhunderten wurde die Region von deutschen Siedlern bewirtschaftet. Seit 1111 gehörte sie zur neu gegründeten Landgrafschaft Thüringen. Mit dem Tod des kinderlosen Ludowingers Heinrich Raspe IV. im Jahre 1247 kam es zum Thüringisch-hessischen Erbfolgekrieg. Dabei konnte sich dessen Neffe Heinrich der Erlauchte als Markgraf von Meißen im Jahre 1264 durchsetzen und er erlangte einen Großteil Thüringens mit Altenburg. Der deutsch-römische König Albrecht I. aus dem Hause Habsburg versuchte die Mark Meißen als Lehen zu gewinnen, wurde jedoch in der Schlacht bei Lucka im Jahre 1307 geschlagen, somit sicherten die Wettiner endgültig ihren Machtbereich. Im Jahre 1329 wurde mit dem Aussterben der Altenburger Burggrafen das Pleißenland um Altenburg endgültig in die Markgrafschaft Meißen integriert. Im 14. Jahrhundert wurde der Großteil des Waldes gefällt und es entstand die heutige Landschaft. Dann fiel der Landstrich an die Kurfürsten von Sachsen und später an die Herzöge von Sachsen.
Im Jahre 1445 kam es zur Altenburger Teilung, denn die beiden Brüder Friedrich II. und Wilhelm III. verstritten sich, da zuvor ihr Onkel Friedrich IV. starb. Dabei erhielt Kurfürst Friedrich II. das östliche Gebiet zudem auch Altenburg zählte, Herzog Wilhelm III. fühlte sich allerdings benachteiligt und so kam es von 1446 bis 1451 zum Sächsischen Bruderkrieg, infolgedessen wurde der Naumburger Frieden geschlossen, der die Teilung bestätigte. Weitere Folge war der Altenburger Prinzenraub, wobei der Ritter Kunz von Kauffungen die beiden Söhne des Kurfürsten Friedrich des Sanftmütigen aus dem Altenburger Schloss raubte. Diese beiden beschlossen 1485 in der Leipziger Teilung die endgültige Zweiteilung der wettinischen Lande, dabei ging die südliche Hälfte und Altenburg an Ernst. Mit Ende des Schmalkaldischen Krieges 1547 verlor die ernestinische Linie die Kurwürde und die Zersplitterung des Gebietes durch Erbteilungen begann.
Von 1603 bis zum Jahre 1672 unterstand das Altenburger Land dem alten Fürstenhause Sachsen-Altenburg. Danach gehörte es bis 1825 zum Herzogtum Sachsen-Gotha-Altenburg. Nach dem Aussterben dieser Linie erhielt Friedrich III. von Sachsen-Hildburghausen im Teilungsvertrag von Hildburghausen 1826 das Herzogtum Sachsen-Altenburg. Bis 1918 regierte die zweite Altenburger Dynastie unter den Herzögen von Sachsen-Altenburg das Gebiet, mit Abdankung des Herzogs wurde das Herzogtum zum Freistaat. Der Landkreis Altenburger Land in seiner heutigen Form bildete ungefähr den Ostkreis des aus zwei räumlich voneinander getrennten territorialen Einheiten bestehenden Herzogtums Sachsen-Altenburg, das im Jahr 1920 im neugebildeten Land Thüringen aufging. Nach einer umfassenden Gebietsreform in Thüringen im Jahr 1922 wurde der Landkreis Altenburg gebildet. Einige Gemeinden um Ronneburg wurden dabei an den neuen Landkreis Gera abgegeben.

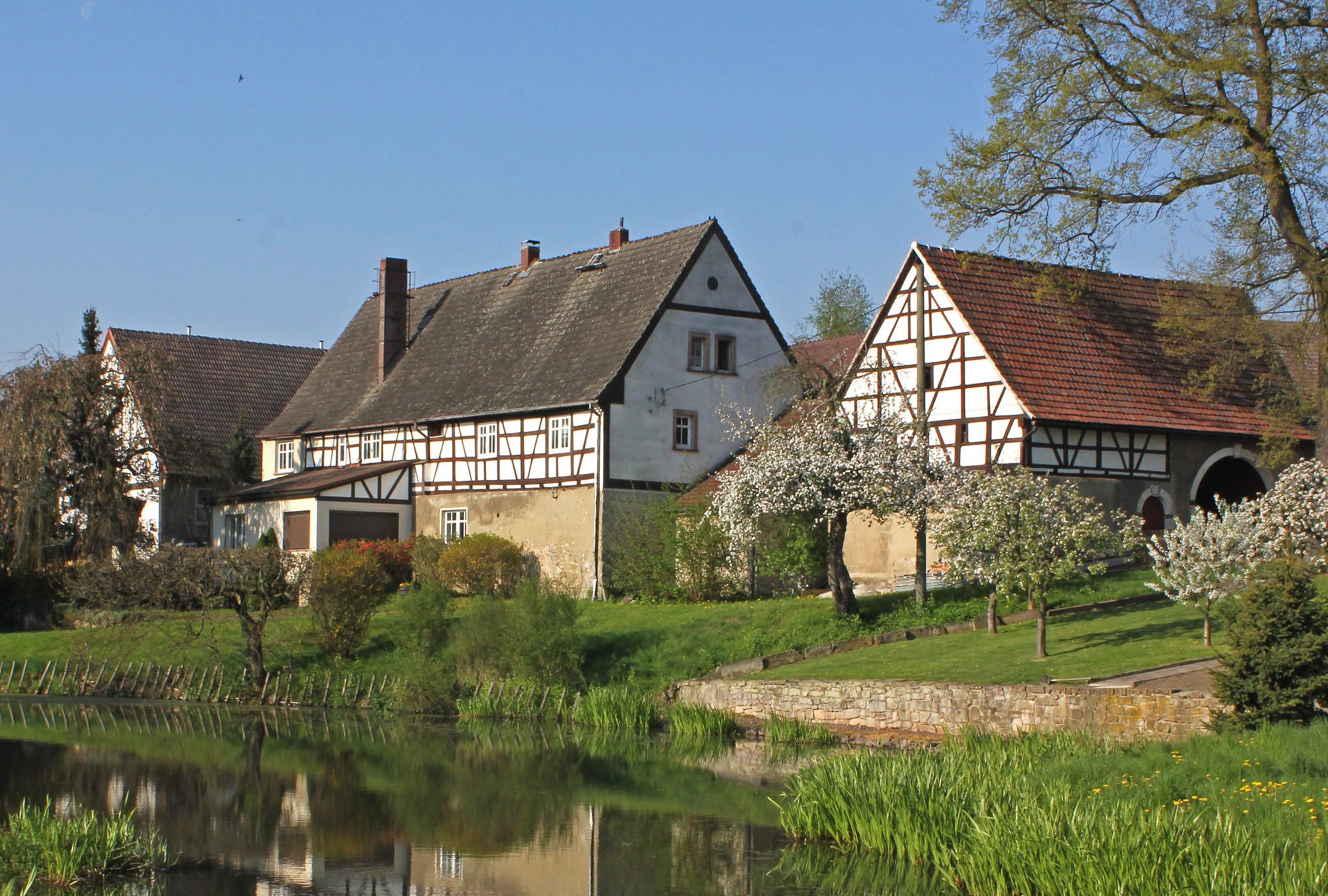
Typischer ortsbildprägender Vierseithof mit Torhaus von 1743 am Teich in Plottendorf

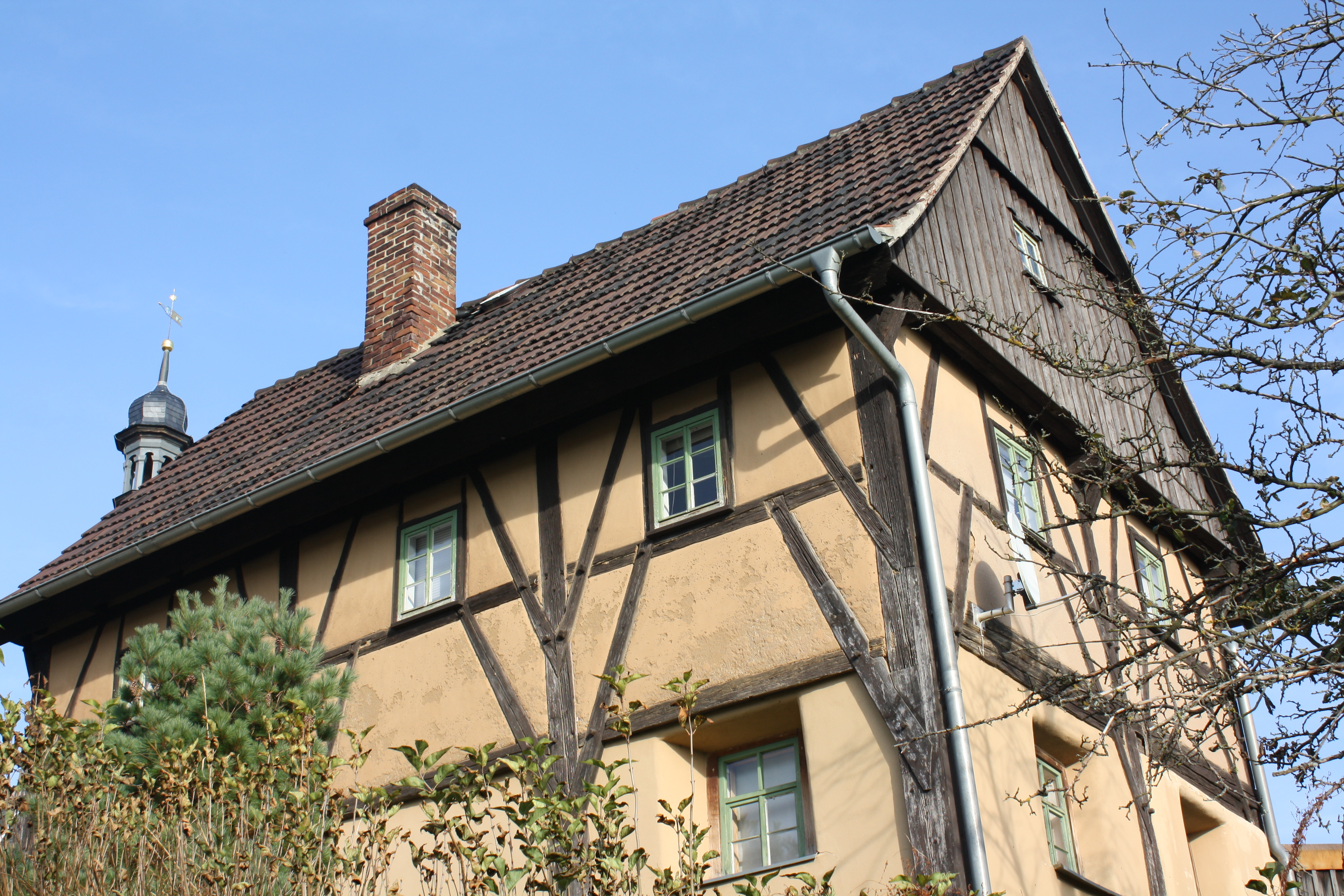
Der älteste Ständerbau des Altenburger Landes in Gieba

Das Altenburger Land ist heute eine intensiv landwirtschaftlich genutzte Region und daher sehr waldarm. Zwischen den weiten Fluren liegen an Bächen, die zumeist durch das Oberflächenwasser der umliegenden Fluren gespeist werden, kleine Dörfer. Außer den Städten Altenburg und Schmölln dominieren meist Bauerndörfer, oftmals mit nicht mehr als 100 Einwohnern, die von jeweils ein bis drei großen Gütern und häufig von kleinen Dorfkirchen beherrscht werden, sowie kleineren „Handgütern“ – Häusern, die in früherer Zeit von Handwerkern oder den Bediensteten der Gutshöfe im Ort bewohnt wurden. Die stattlichen Gutshöfe weisen auf die frühe intensive Landwirtschaft im Altenburger Land hin. Fruchtbare Böden und das gesetzliche Verbot der Erbteilung des Grundbesitzes im Herzogtum Sachsen-Altenburg förderten das Wachstum kleiner Höfe zu großen regionaltypischen Vierseithöfen mit oft villenähnlichen Wohnhäusern. Auch heute noch besteht die Nichtteilung als ungeschriebenes Gebot fort, um die beispielsweise in Süddeutschland weithin übliche Zerstückelung der Flächen und kleine Fluren zu verhindern. Somit sind Flurgrößen über 20 Hektar normal, Besitzflächen eines größeren Gutes bis 70 Hektar üblich. Weiterhin ist für die Nordregion des Altenburger Landes die Braunkohleförderung prägend, die im Jahre 1867 begann. Damit verbunden war die Industrialisierung und die erhöhte Bevölkerungsdichte.
Im Jahr 1952 wurde in der DDR dieser Kreis durch eine administrative Reform in zwei kleinere Kreise – den Kreis Altenburg und den Kreis Schmölln – geteilt. Diese wurden Teil des Bezirkes Leipzig. Im Zuge der Auflösung der DDR-Bezirke und der Wiedererrichtung der Bundesländer im Jahr 1990 wurde der Kreis Altenburg entgegen den Ergebnissen einer Volksbefragung mit einer Mehrheit von 53,81 % durch einen Beschluss des Kreistages nicht dem Freistaat Sachsen, sondern dem Freistaat Thüringen zugeordnet. Die Bewohner des Kreises Schmölln sprachen sich zu 82 % für Thüringen aus.
Vier Jahre später wurden als Ergebnis der Kreisgebietsreform in Thüringen der Kreis Altenburg und der Kreis Schmölln wieder zum heutigen Landkreis Altenburger Land vereinigt, der vom 1. Juli bis zum 10. August 1994 Landkreis Altenburg hieß. Eine weitere Namensoption war Osterlandkreis, allerdings entschied man sich dagegen, da die Skatstadt Altenburg bekannter ist als die Landschaftsbezeichnung. Die Zugehörigkeit zu Thüringen ist weiterhin umstritten, durch eine Neujahrsrede des Landrats Sieghardt Rydzewski wurde 2011 eine neuerliche Debatte um einen möglichen Wechsel zum Freistaat Sachsen ausgelöst. Aufgrund der Entfernung zur Hauptstadt Erfurt ist vor allem in der Stadt Altenburg ein Gefühl der Vernachlässigung durch die Landespolitik verbreitet, während Schmölln als „thüringenfreundlich“ gilt.

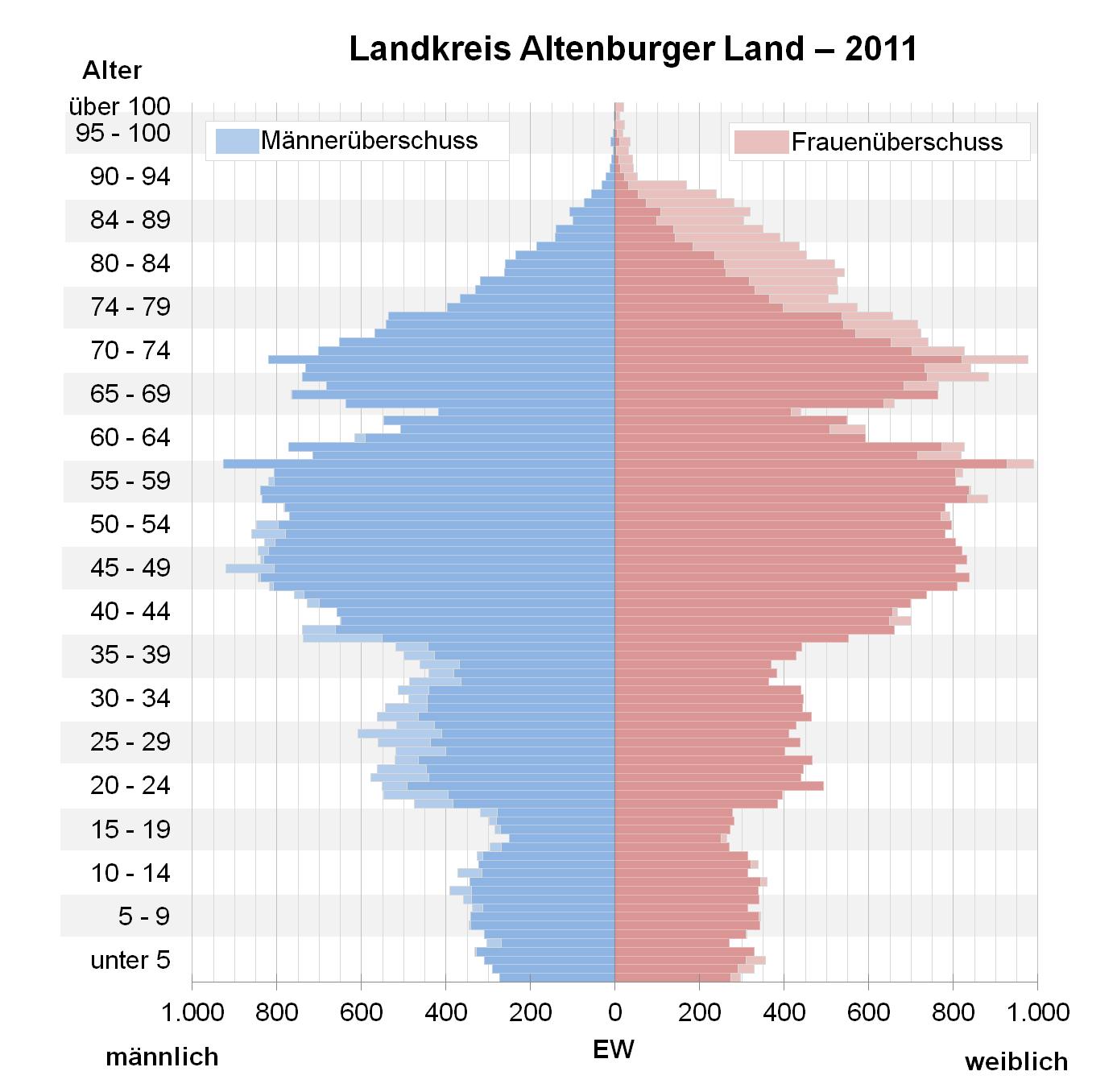
Bevölkerungspyramide für den Landkreis Altenburger Land (Datenquelle: Zensus 2011)

### Einwohnerentwicklung
| Jahr | Einwohner |
| ---- | --------- |
| 1994 | 121.559   |
| 1995 | 120.655   |
| 1996 | 119.359   |
| 1997 | 118.487   |
| 1998 | 117.143   |
| 1999 | 115.689   |
| 2000 | 114.200   |
| 2001 | 112.421   |

| Jahr | Einwohner |
| ---- | --------- |
| 2002 | 110.887   |
| 2003 | 109.304   |
| 2004 | 107.893   |
| 2005 | 106.365   |
| 2006 | 104.721   |
| 2007 | 103.313   |
| 2008 | 101.705   |
| 2009 | 100.215   |

| Jahr | Einwohner |
| ---- | --------- |
| 2010 | 98.810    |
| 2011 | 97.443    |
| 2012 | 94.749    |
| 2013 | 93.605    |
| 2014 | 92.705    |
| 2015 | 92.344    |
| 2016 | 91.607    |
| 2017 | 90.650    |

| Jahr | Einwohner |
| ---- | --------- |
| 2018 | 90.118    |
| 2019 | 89.393    |
| 2020 | 88.356    |
| 2021 | 87.807    |
| 2022 | 88.034    |
| 2023 | 87.955    |
| 2024 | 87.508    |

 Datenquelle: ab 1994 Thüringer Landesamt für Statistik – Werte vom 31. Dezember

## Politik

### Kreistag
Die 46 Sitze im Kreistag verteilen sich seit der Kommunalwahl am 26. Mai 2024 folgendermaßen auf die einzelnen Parteien:

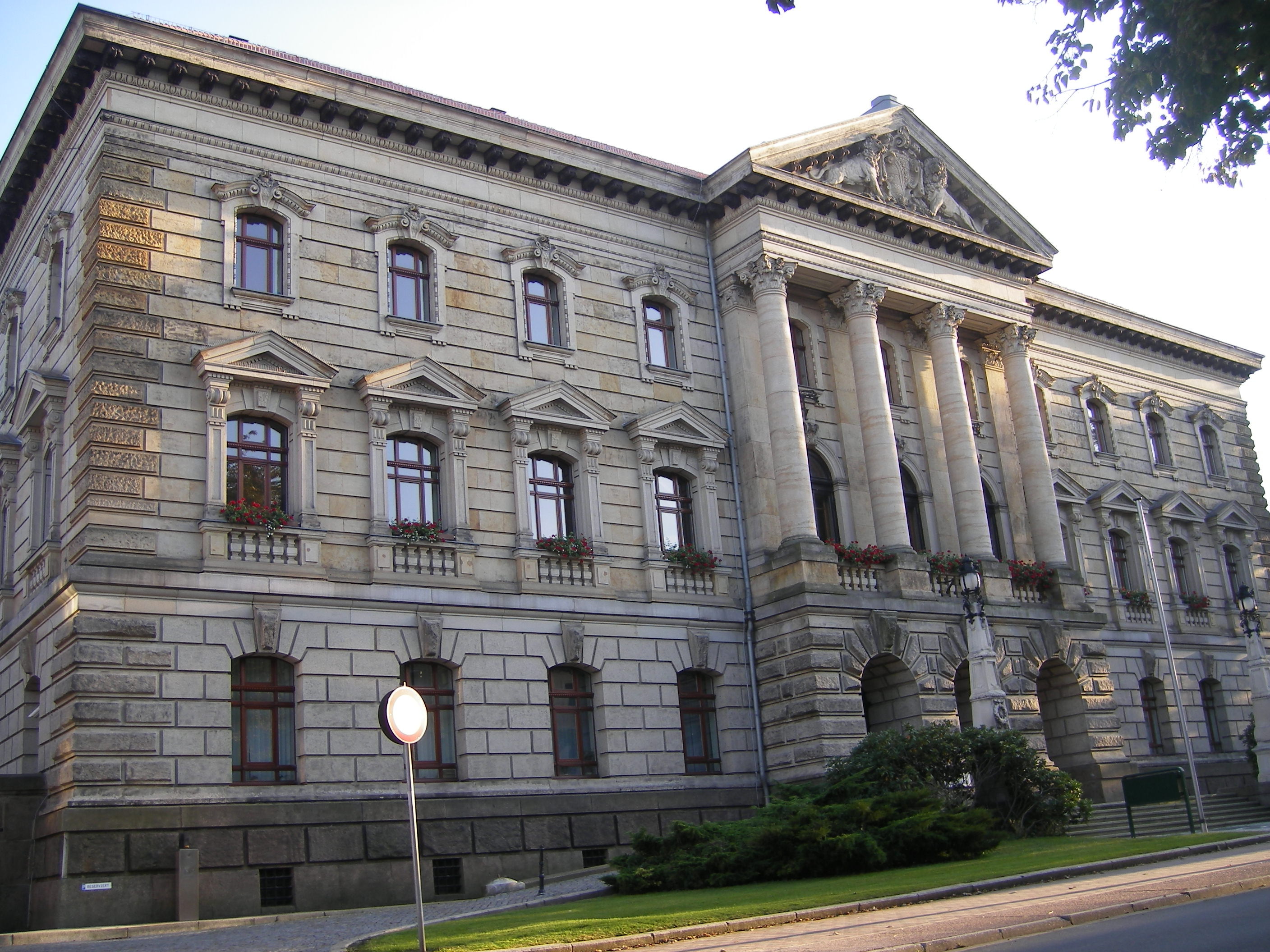
Landratsamt Altenburger Land in der Lindenaustraße in Altenburg

| Partei         | Sitze   | Sitzverteilung im Kreistag des Altenburger Landes seit 2024Insgesamt 46 Sitze - Linke: 5 - Grüne: 1 - SPD: 5 - Regio.: 3 - FDP: 1 - CDU: 13 - Heimat: 4 - AfD: 14 |
| AfD            | 14 (+4) | Sitzverteilung im Kreistag des Altenburger Landes seit 2024Insgesamt 46 Sitze - Linke: 5 - Grüne: 1 - SPD: 5 - Regio.: 3 - FDP: 1 - CDU: 13 - Heimat: 4 - AfD: 14 |
| CDU            | 13 (±0) | Sitzverteilung im Kreistag des Altenburger Landes seit 2024Insgesamt 46 Sitze - Linke: 5 - Grüne: 1 - SPD: 5 - Regio.: 3 - FDP: 1 - CDU: 13 - Heimat: 4 - AfD: 14 |
| SPD            | 5 (−2)  | Sitzverteilung im Kreistag des Altenburger Landes seit 2024Insgesamt 46 Sitze - Linke: 5 - Grüne: 1 - SPD: 5 - Regio.: 3 - FDP: 1 - CDU: 13 - Heimat: 4 - AfD: 14 |
| Die Linke      | 5 (−2)  | Sitzverteilung im Kreistag des Altenburger Landes seit 2024Insgesamt 46 Sitze - Linke: 5 - Grüne: 1 - SPD: 5 - Regio.: 3 - FDP: 1 - CDU: 13 - Heimat: 4 - AfD: 14 |
| Starke Heimat  | 4 (+4)  | Sitzverteilung im Kreistag des Altenburger Landes seit 2024Insgesamt 46 Sitze - Linke: 5 - Grüne: 1 - SPD: 5 - Regio.: 3 - FDP: 1 - CDU: 13 - Heimat: 4 - AfD: 14 |
| Die Regionalen | 3 (−2)  | Sitzverteilung im Kreistag des Altenburger Landes seit 2024Insgesamt 46 Sitze - Linke: 5 - Grüne: 1 - SPD: 5 - Regio.: 3 - FDP: 1 - CDU: 13 - Heimat: 4 - AfD: 14 |
| FDP            | 1 (−1)  | Sitzverteilung im Kreistag des Altenburger Landes seit 2024Insgesamt 46 Sitze - Linke: 5 - Grüne: 1 - SPD: 5 - Regio.: 3 - FDP: 1 - CDU: 13 - Heimat: 4 - AfD: 14 |
| Grüne          | 1 (−1)  | Sitzverteilung im Kreistag des Altenburger Landes seit 2024Insgesamt 46 Sitze - Linke: 5 - Grüne: 1 - SPD: 5 - Regio.: 3 - FDP: 1 - CDU: 13 - Heimat: 4 - AfD: 14 |

### Landrat
Landrat ist seit 1. Juli 2018 Uwe Melzer (CDU), der sich in der Stichwahl am 29. April 2018 mit 68,8 % der Stimmen gegen Amtsinhaberin Michaele Sojka (Die Linke) durchsetzen konnte und im Juli 2024 in einer Stichwahl gegen den Kandidaten der AfD bestätigt wurde. Sojka war zuvor seit 2012 im Amt. Sie hatte am 6. Mai 2012 bei einer Wahlbeteiligung von 34,2 % und einer Mehrheit von 50,2 % die Stichwahl gegen den damaligen Amtsinhaber Sieghardt Rydzewski (parteilos) gewonnen. Rydzewski wurde 2000 als Landrat gewählt und war damals SPD-Mitglied. Nach seiner Wiederwahl 2006 trat er aus der Partei aus. Von 1994 bis 2000 war der CDU-Politiker und ehemalige Landrat des Kreises Altenburg Christian Gumprecht Amtsinhaber.

### Wappen
Blasonierung: „Geviert. Feld 1: in Silber eine rote Rose mit goldenem Butzen und grünen Kelchblättern; Feld 2: in Blau einen aufrechten, von Gold über Silber geteilten Löwen; Feld 3: neunmal von Schwarz und Gold geteilt und mit einem grünen Rautenkranz belegt; Feld 4: in Silber eine rote Eichel mit grünem Kelch.“

Landkreiswappen

- Die rote Rose steht für die Burggrafschaft Altenburg und ist auch Bestandteil des Stadtwappens der Stadt Altenburg.
- Der goldsilberne Löwe steht für das Pleißenland; dieser soll an den golden gekrönten Löwen auf schwarzem Grund erinnern, der das Wappen der Reußen (der Vögte von Weida und Gera) ist; diese hatten im 14. und 15. Jahrhundert großen Einfluss auf die Schmöllner Region.
- Das Feld mit schwarzen und goldenen Streifen und dem Rautenkranz steht für die Wettiner (Markgrafen zu Meißen).
- Die rote Eichel symbolisiert das Skatspiel, welches 1813 in Altenburg erfunden wurde.

Die einzelnen Wappen der Städte und Gemeinden im Landkreis findet man in der Liste der Wappen im Landkreis Altenburger Land.

### Partnerschaften
- Enzkreis (seit 1991)
- Hickory (North Carolina) (USA, seit 1997)

## Gemeinden
Für den Landkreis ist Altenburg als Mittelzentrum mit Teilfunktion eines Oberzentrums ausgewiesen. Als weiteres Mittelzentrum ist Schmölln/Gößnitz (funktionsteilig) ausgewiesen.
Grundzentren sind Meuselwitz/Lucka (funktionsteilig) und Nobitz.
(Einwohner am 31. Dezember 2024)

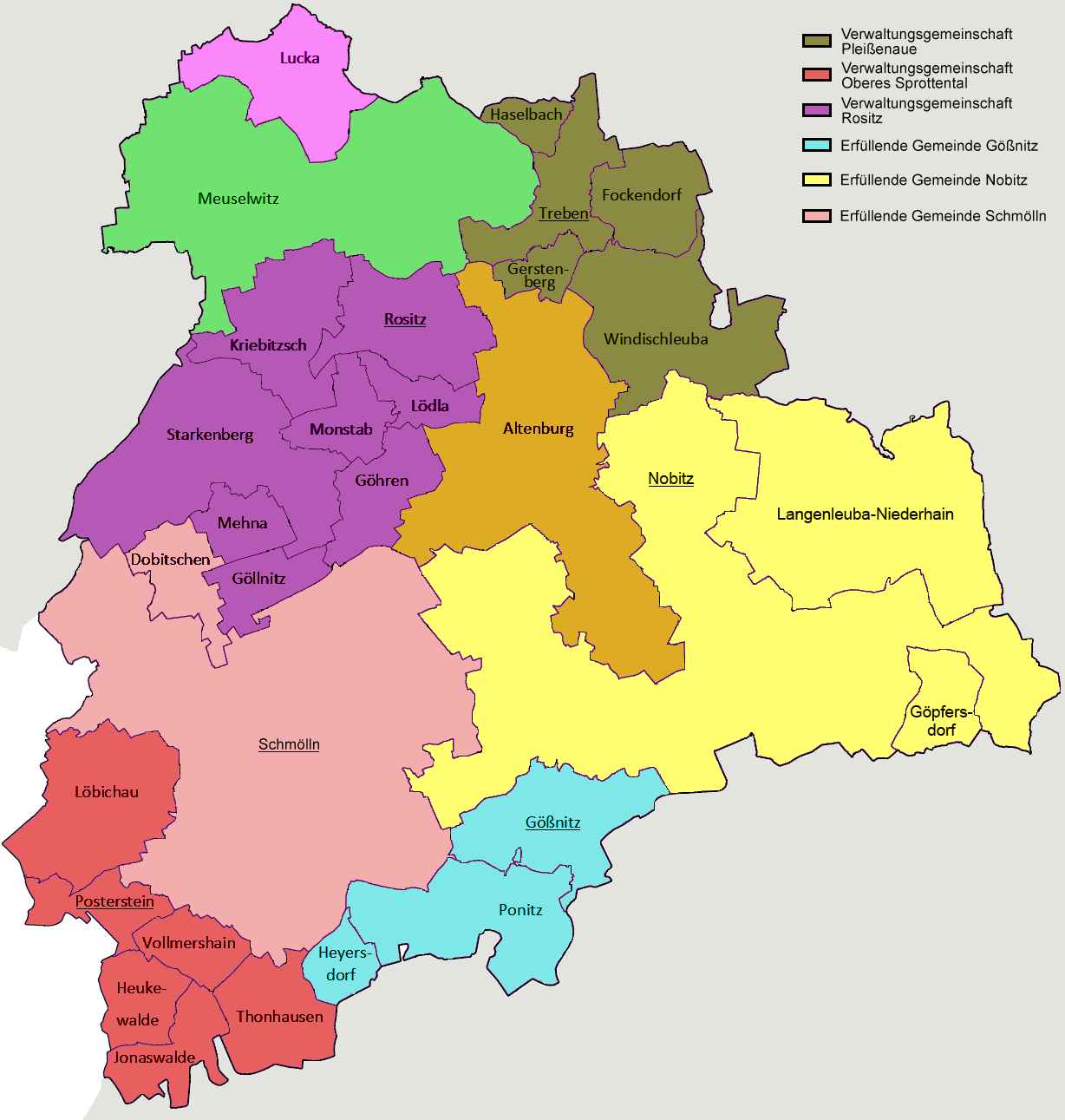
Verwaltungsgemeinschaften, Gemeinden und Städte

| Gemeinschaftsfreie Gemeinden 1. Altenburg, Große kreisangehörige Stadt (31.093) 2. Lucka, Stadt (3.457) 3. Meuselwitz, Stadt (10.148) | Erfüllende Gemeinden 1. Gößnitz, Stadt (3.413), erfüllende Gemeinde auch für 1. Heyersdorf (111) 2. Ponitz (1.407) 2. Nobitz (6.962), erfüllende Gemeinde auch für 1. Göpfersdorf (214) 2. Langenleuba-Niederhain (1.675) 3. Schmölln, Stadt (13.542), erfüllende Gemeinde auch für 1. Dobitschen (411) |

Verwaltungsgemeinschaften mit ihren Mitgliedsgemeinden

* Sitz der Verwaltungsgemeinschaft
| - 1. Oberes Sprottental (2680) 1. Heukewalde (188) 2. Jonaswalde (312) 3. Löbichau (931) 4. Posterstein * (441) 5. Thonhausen (507) 6. Vollmershain (301) | - 2. Pleißenaue (4948) 1. Fockendorf (752) 2. Gerstenberg (462) 3. Haselbach (799) 4. Treben * (1114) 5. Windischleuba (1821) | - 3. Rositz (7447) 1. Göhren (428) 2. Göllnitz (300) 3. Kriebitzsch (992) 4. Lödla (723) 5. Mehna (260) 6. Monstab (366) 7. Rositz * (2686) 8. Starkenberg (1692) |

Zu den Begriffen „Verwaltungsgemeinschaft“ bzw. „erfüllende Gemeinde“ siehe Verwaltungsgemeinschaft und erfüllende Gemeinde (Thüringen).

## Gebietsveränderungen

### Gemeinden
- Auflösung der Gemeinde Großstöbnitz – Eingliederung nach Schmölln (1. Januar 1996)
- Auflösung der Gemeinde Lehma – Eingliederung nach Wintersdorf (1. Januar 1996)
- Auflösung der Gemeinden Lehndorf, Mockern, Podelwitz, Taupadel und Zehma – Zusammenlegung zu Saara (1. Januar 1996)
- Auflösung der Gemeinde Kosma – Eingliederung nach Altenburg (31. Dezember 1996)
- Auflösung der Gemeinde Wintersdorf – Eingliederung nach Meuselwitz (1. Dezember 2007)
- Auflösung der Gemeinden Naundorf und Tegkwitz – Eingliederung nach Starkenberg (1. Dezember 2008)
- Ausgliederung der Ortsteile Lehma und Trebanz der Stadt Meuselwitz nach Treben (30. Dezember 2008)
- Auflösung der Gemeinde Großröda – Eingliederung nach Starkenberg (1. Januar 2012)
- Auflösung der Gemeinde Saara – Eingliederung nach Nobitz (31. Dezember 2012)
- Auflösung der Gemeinden Frohnsdorf, Jückelberg und Ziegelheim – Eingliederung nach Nobitz (6. Juli 2018)
- Auflösung der Gemeinden Altkirchen, Drogen, Lumpzig, Nöbdenitz und Wildenbörten – Eingliederung nach Schmölln (1. Januar 2019)

### Verwaltungsgemeinschaften und erfüllende Gemeinden
- Auflösung der Verwaltungsgemeinschaften Löbichau-Wildenbörten und Thonhausen – Bildung der Verwaltungsgemeinschaft Oberes Sprottental aus den Mitgliedsgemeinden (12. Oktober 1994)
- Auflösung der Verwaltungsgemeinschaft Oberes Pleißental – Die Stadt Gößnitz wird erfüllende Gemeinde für Heyersdorf und Ponitz (21. April 1995)
- Auflösung der Verwaltungsgemeinschaft Saara – Neubildung der Gemeinde Saara aus den Mitgliedsgemeinden (1. Januar 1996)
- Auflösung der Verwaltungsgemeinschaft Wieratal – Eingliederung der Gemeinden Frohnsdorf, Jückelberg und Ziegelheim nach Nobitz; Nobitz wird erfüllende Gemeinde für Göpfersdorf und Langenleuba-Niederhain (6. Juli 2018)
- Auflösung der Verwaltungsgemeinschaft Altenburger Land – Eingliederung der Gemeinden Altkirchen, Drogen und Lumpzig nach Schmölln; Schmölln wird erfüllende Gemeinde für Dobitschen; Erweiterung der Verwaltungsgemeinschaft Rositz um die Gemeinden Göhren, Göllnitz, Mehna und Starkenberg (1. Januar 2019)
- Ausgliederung der Gemeinden Nöbdenitz und Wildenbörten aus der Verwaltungsgemeinschaft Oberes Sprottental (1. Januar 2019)

## Wirtschaft und Infrastruktur

### Verkehr

#### Straßen

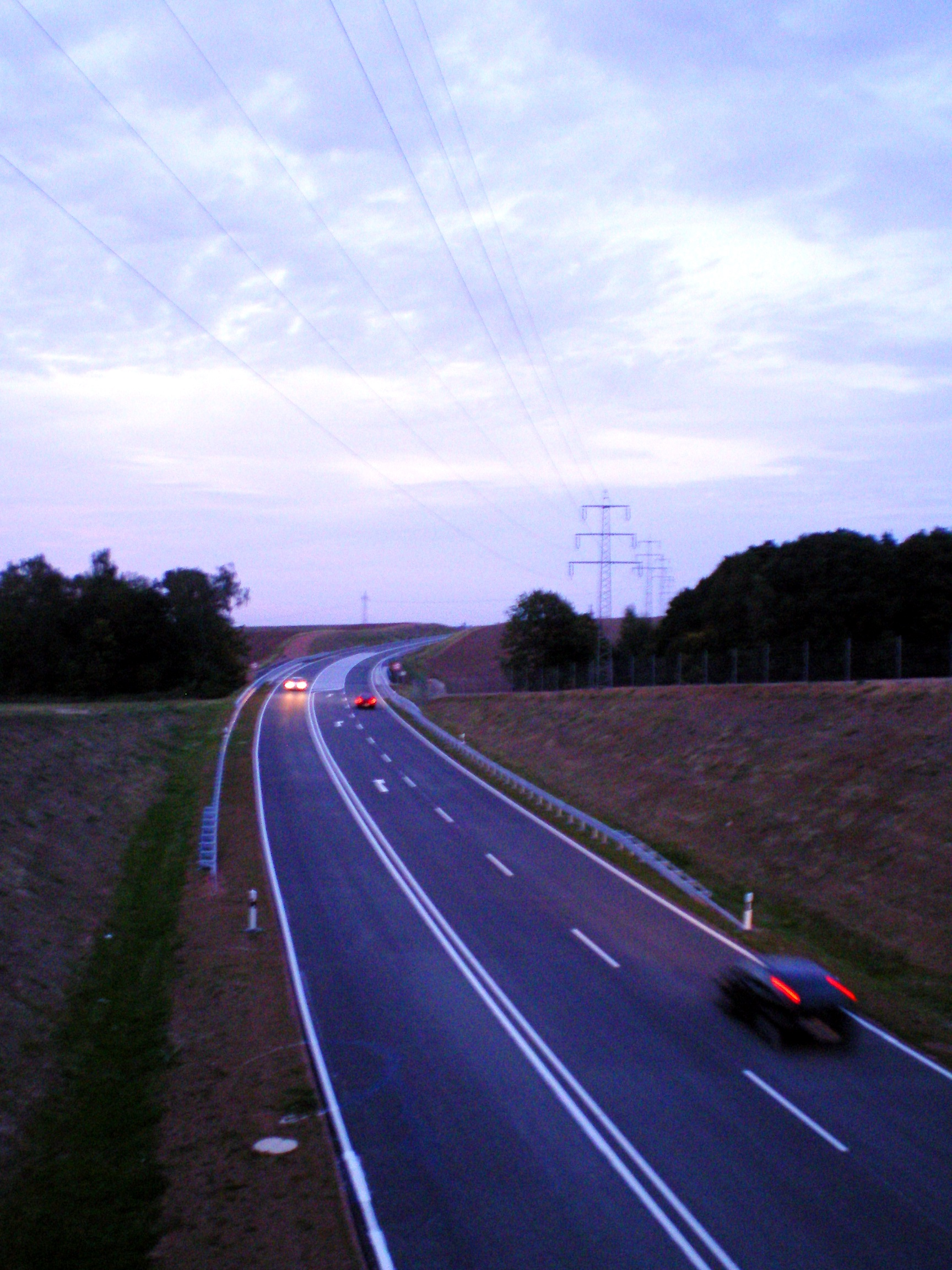
Ortsumgehung von Gößnitz

Das Altenburger Land wird im Süden über die Anschlussstellen (60) Ronneburg und (61) Schmölln von der A 4 erschlossen. Auf dieser werden in östlicher Richtung Chemnitz und Dresden sowie in westlicher Richtung Erfurt und Frankfurt erreicht.
Über die B 180 erreicht man ebenfalls die A 4 in Richtung Süd-Osten und die sächsische Anschlussstelle (65) Hohenstein-Ernstthal. In Richtung Nord-Westen führt die B 180 über Zeitz in Sachsen-Anhalt zu den Anschlussstellen (20) Weißenfels und (21a) Naumburg der A 9.
Die B 93 durchquert das Altenburger Land von Norden aus Borna (Anschluss zur B 95 in Richtung Leipzig) kommend nach Süden in Richtung Zwickau. Diese führt dabei ebenfalls zur A 4 an der Anschlussstelle (62) Meerane.
Von Süd-West (Gera) nach Nord-Ost Rochlitz durchquert die B 7 den Kreis. Darüber kann man zur Anschlussstelle (23) der A 72 gelangen. Auf dieser erreicht man in Richtung Süd-Osten Chemnitz.
Alle drei Bundesstraßen 7, 93 und 180 werden an der Ortsumfahrung Altenburg zusammengeführt.
Ganz im Osten des Kreises bei Langenleuba-Niederhain tangiert die B 95 das Altenburger Land auf wenigen hundert Metern. im angrenzenden Landkreis Leipzig ist diese schon zur Staatsstraße 51 heruntergestuft, seit die A 72 bis Borna führt.

#### Bahn
Die Bahnstrecke Leipzig–Hof durchquert den Kreis von Nord nach Süd. Auf dieser verkehren die Linien S 5 und S 5X der S-Bahn Mitteldeutschland.
| Linie | Zuglauf | Takt (min.)                                                              |
| ----- | --- | ------------------------------------------------------------------------ |
| S 5   | Halle (Saale) Hbf – Flughafen Leipzig/Halle – L. Messe – Leipzig Hbf (tief) – L. Markt – L. Wilhelm-Leuschner-Platz – L. Bayerischer Bf – L. MDR – L.-Connewitz – Markkleeberg Nord – Markkleeberg – Böhlen (b Leipzig) – Böhlen Werke – Neukieritzsch – Deutzen – Regis-Breitingen – Treben-Lehma – Altenburg – Lehndorf (Kr Altenburg) – Gößnitz – Ponitz – Crimmitschau – Schweinsburg-Culten – Werdau Nord – Werdau – Steinpleis – Lichtentanne (Sachs) – Zwickau (Sachs) Hbf | - 60 Halle (Saale) Hbf – Altenburg - 120 Altenburg – Zwickau (Sachs) Hbf |
| S 5X  | Halle (Saale) Hbf – Flughafen Leipzig/Halle – L. Messe – Leipzig Hbf (tief) – L. Markt – L. Wilhelm-Leuschner-Platz – L. Bayerischer Bf – L. MDR – L.-Connewitz – Markkleeberg Nord – Markkleeberg – Böhlen (b Leipzig) – Altenburg – Gößnitz – Crimmitschau – Werdau – Zwickau (Sachs) Hbf | - 60                                                                     |

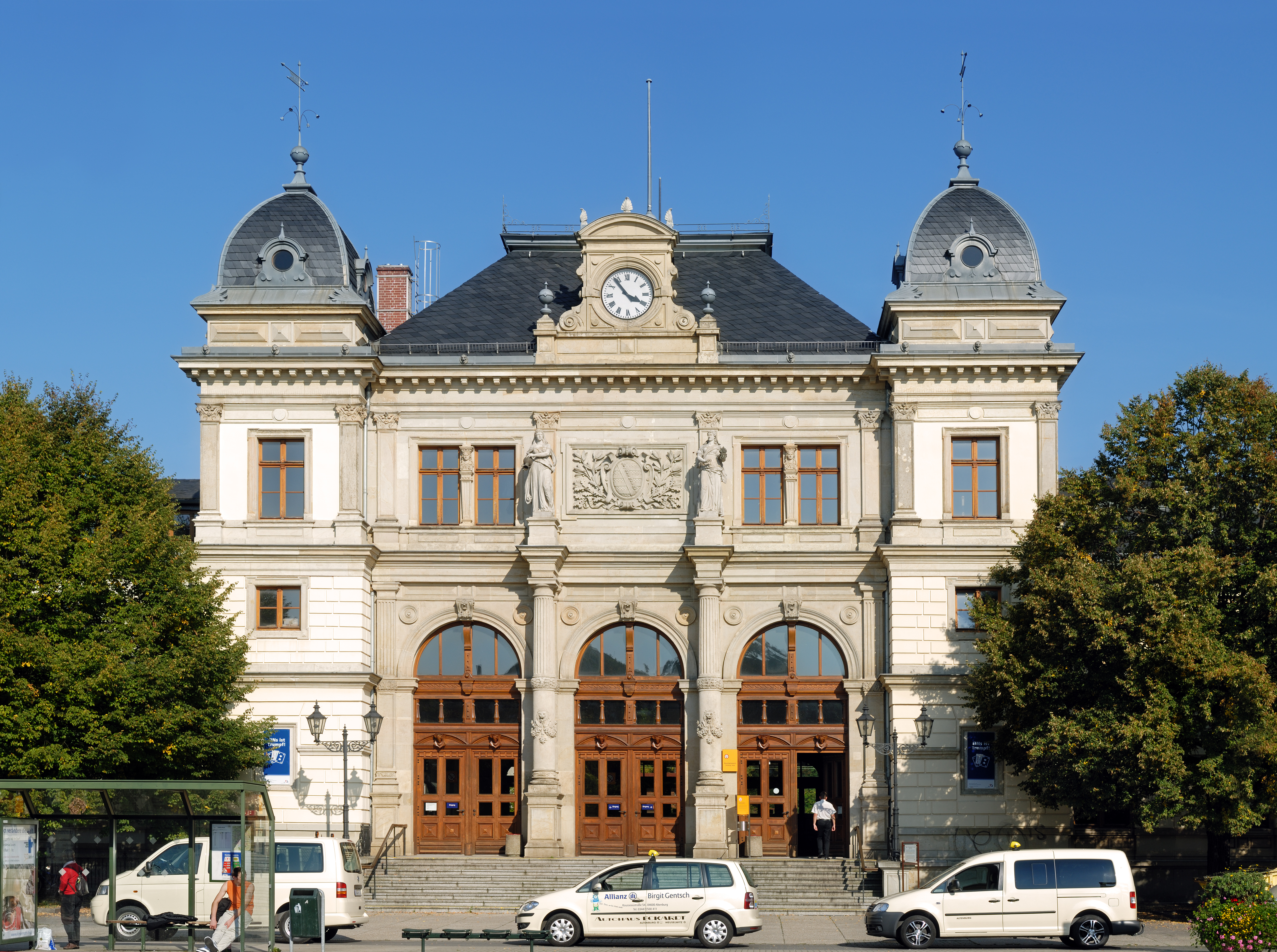
Bahnhof Altenburg

Im Bahnhof Gößnitz trifft diese Strecke auf die von Ost nach West führende Mitte-Deutschland-Verbindung. Auf dieser verkehren Regionalexpresszüge der Deutschen Bahn nach Göttingen und Glauchau sowie Regionalbahnen der Erzgebirgsbahn nach Glauchau.
Mittlerweile stillgelegt sind die Bahnstrecke Altenburg–Langenleuba-Oberhain, die Bahnstrecke Meuselwitz–Ronneburg und die Bahnstrecke Gaschwitz–Meuselwitz. Auf der Bahnstrecke Zeitz–Altenburg findet nur noch Güterverkehr statt.
Fernverkehrszüge führen aktuell nicht über die Bahnstrecken des Altenburger Landes. Nur mit Umstieg in den Bahnhöfen Leipzig Hbf und Erfurt Hbf werden die ICE in Richtung Berlin, Frankfurt, München und Dresden erreicht.

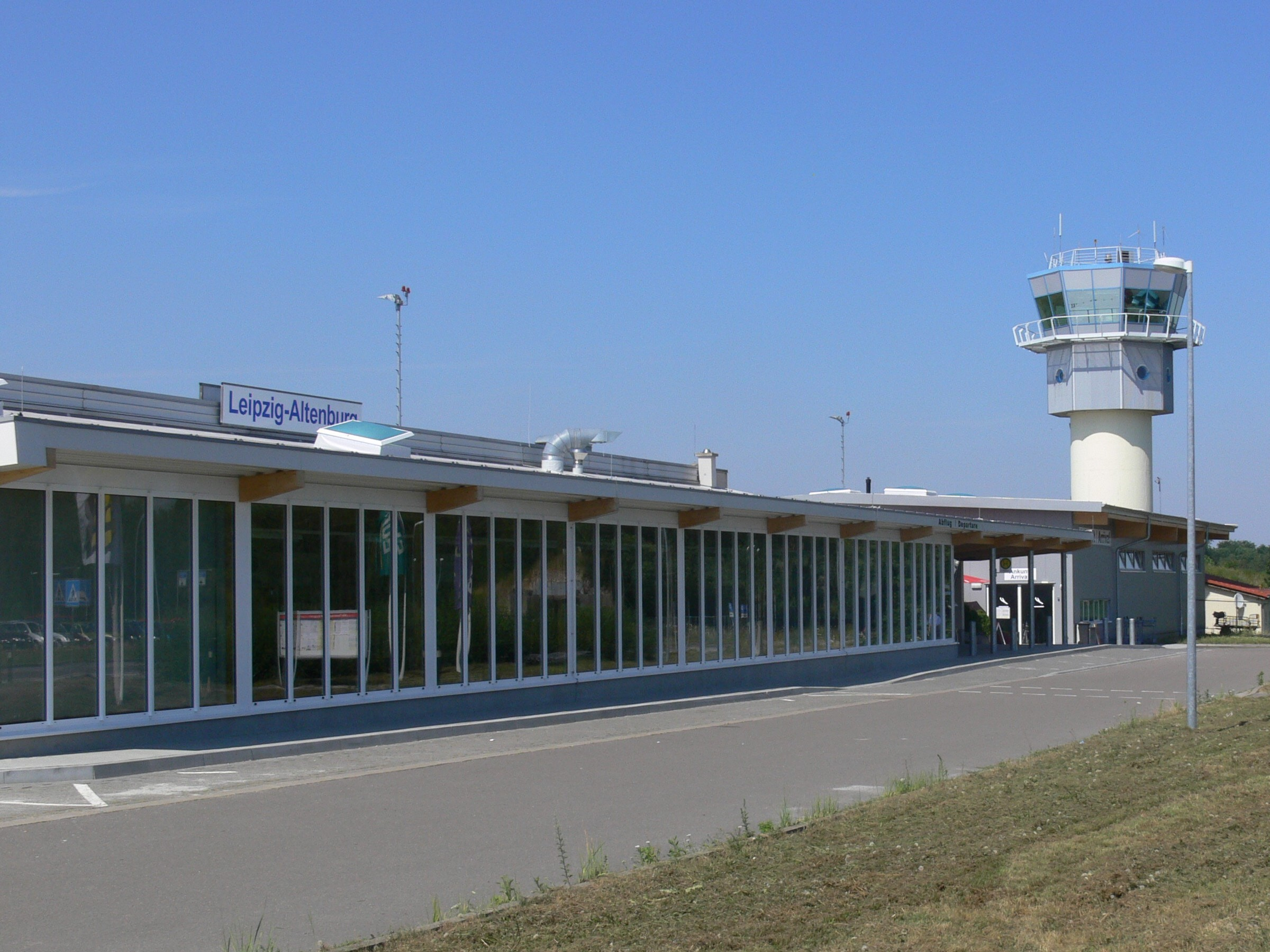
Flughafen Altenburg

#### Luftverkehr
Am Leinawald befindet sich der Leipzig-Altenburg Airport. Dieser wurde früher militärisch genutzt und zeitweise auch für Linienflüge nach Barcelona-Girona und London-Stansted. Momentan findet kein planmäßiger Flugverkehr statt.
Weiterhin gibt es noch ganz im Süd-Osten des Kreises den Flugplatz Göpfersdorf.
Der Flughafen Leipzig-Halle befindet sich ca. 60 km nördlich von Altenburg und ist sehr gut in weniger als einer Stunde über die S 5X erreichbar.

#### Schutzgebiete
Im Landkreis befinden sich sieben ausgewiesene Naturschutzgebiete (Stand Januar 2017).

#### Wasser
Die durch das Kreisgebiet führenden Flüsse Pleiße, Sprotte und Wiera sind nicht schiffbar.

#### Rad
Im Osten des Kreises ist der Radweg Altenburg-Colditz ausgeschildert. In Richtung Westen führt der Radfernweg Thüringer Städtekette im Sprottetal nach Ronneburg und weiter bis nach Eisenach. Der Pleißeradweg führt von Nord nach Süd durch das Altenburger Land entlang des namensgebenden Flusses.

### Sehenswürdigkeiten, Freizeitangebote und Museen der Region
- Museum Schloss Altenburg (historisches Regionalmuseum, Spielkartenmuseum und Schlossmuseum)
- Hausmannsturm im Hof des Altenburger Schlosses, Aussichtsturm mit Blick auf Schloss und Stadt Altenburg
- Nikolaikirchturm Altenburg, Aussichtsturm in Altenburg
- Museum in den Roten Spitzen in Altenburg
- Gewerbemuseum in der Alten Fabrik in Altenburg
- Schlosspark Altenburg mit Orangerie, Teehaus, Herzogin-Agnes-Gedächtniskirche (1906) und ruinösem Marstall
- Museum Mauritianum in Altenburg (Naturkundemuseum)
- Lindenaumuseum in Altenburg (Kunstmuseum)
- Historischer Friseursalon in Altenburg, Vereins-Museum
- Ruine einer Grabkapelle der Wettiner auf dem Altenburger Friedhof
- sogenannter „Kunstturm“ in Altenburg, ehemalige Wasserkunst von 1844/45 und kleiner „Kunstteich“ mit Damm
- Logenhaus in Altenburg (Freimaurerloge, 1804)
- mehrere Palais in Altenburg: Seckendorffsches Palais (Am Brühl), Reichenbachsches Palais am Weibermarkt sowie das zweite Reichenbachsche Palais in der Moritzstraße 6
- Inselzoo in Altenburg
- Brauereimuseum der Altenburger Brauerei in Altenburg
- Schnapsmuseum der aktiven Altenburger Destillerie- und Liqueurfabrik
- Erlebnispark Starkenberg (Zirkus und Tiergehege u. a. Elefanten)
- Wasserschloss Dobitschen (ruinös)
- Renaissance-Herrenhaus Oberzetzscha in Zetzscha
- Pohlhof in Altenburg (Renaissancebau)
- Freihof Frauenfels in Altenburg (Schloss)
- Schloss Poschwitz bei Altenburg (ruinös)
- Naturdenkmal und geologisches Denkmal Sandsteinbruch Wolfenholz mit großen Stieleichen, direkt an der Leipziger Straße im Norden von Altenburg
- Bauernhaus in Gieba von 1594/1595 (Ständerbau, ältestes Bauernhaus der Region)
- Wasserschloss Windischleuba (Jugendherberge),  ehem. Wohnsitz des Schriftstellers Börries von Münchhausen (1874–1945)
- Bismarckturm Altenburg (nicht offen für Besucher)
- riesiger ehem. Steinbruch und Reste einer slawischen oder frühgeschichtlichen Wallanlage in Paditz-Stünzhain („Paditzer Schanzen“, Naturdenkmal und Bodendenkmal)
- älteste teil-erhaltene Flussbrücke Thüringens (1531) in Paditz
- Luftfahrtmuseum am ehemaligen Flughafen Altenburg-Nobitz (Ausstellung von Flugzeugen, Hubschraubern, Düsenjäger MiG-21 und Militärtechnik, Kasernen- und Flughafengeschichte des ehemaligen „Fliegerhorstes Klausa“ etc.)
- Heimatstube in Lucka (u. a. zur Schlacht bei Lucka 1307)
- Kellergewölbe der ehemaligen Burg Starkenberg (regulär nicht öffentlich)
- Leinawald (Erholungsgebiet, Hügelgräber im Wald, sowie Flächennaturdenkmal Märchensee im Leinawald, ein wassergefüllter Steinbruch den schon Karl May aufgesucht hatte) mit Talsperre Schömbach (Naturschutzgebiet)
- Museum Burg Gnandstein und Dorfkirche Gnandstein mit bemerkenswerter Innenausstattung und Epitaphen derer von Einsiedel
- Heimatmuseum im Schloss Frohburg
- Heimatmuseum in Schmölln (u. a. Knopfindustrie) sowie Ernst-Agnes-Aussichtsturm auf dem Pfefferberg
- Herrenhaus Pöschwitz
- Burgruine Kohren und Heimatmuseum in Kohren-Sahlis (u. a. Töpfermuseum), Museum Hoffmann’sche Sammlungen
- Schloss Ehrenberg (privat)
- Schloss Ehrenhain (privat) und Heimatmuseum im Vierseithof „Hof Bauch“ (1649) in Ehrenhain
- Schloss Wolftitz in Streitwald-Wolftitz und Burgstall „Alte Burg“ (Wolfsburg) des Kunz von Kaufungen nahe der Gaststätte Jägerhaus rechterhand des Ortsausganges nach Kohren-Sahlis; in Streitwald eine Furt durch die Wyhra
- Schmalspur-Museumsbahn von Meuselwitz nach Regis-Breitingen am Kulturbahnhof Meuselwitz (hier Ausstellung von Loks und Waggons auf dem Bahnhofsareal) in Meuselwitz
- Schlosspark des abgerissenen Schlosses mit Orangerie in Meuselwitz und das Stadtmuseum (Heimatmuseum)
- Halbes Schloss in Langenleuba-Niederhain
- Rundflüge mit Hubschraubern und Kleinflugzeugen vom Flughafen Altenburg-Nobitz
- Burgwall auf dem Kirchberg von Gerstenberg
- Förderturm (Gerüst) von Löbichau des ehemaligen Uranbergwerkes Schacht Drosen (403) der Wismut
- Naturschutzgebiet bei Rositz-Zechau mit Tagebaurestlöchern
- Rittergut mit Schlossruine sowie eine umgebaute Bockwindmühle (privat) und das Bahnhofsmuseum in Pölzig
- Schloss Löbichau (Rekonstruktion)
- Schloss Tannenfeld (ruinös), Schlosspark mit altem Wasserturm
- Heimatmuseum Burg Posterstein
- Freibad Altkirchen sowie Dorfmuseum (Heimatstube)
- Freibad Kayna sowie Heimatmuseum, Schulmuseum und Feuerwehrmuseum
- Freibad Altenburg
- Hainbergsee bei Meuselwitz (Badesee/Segeln) und Rusendorfer See bei Meuselwitz
- Schwind-Pavillon am Rittergut Rüdigsdorf (Museum der Stadt Kohren-Sahlis), Rittergutspark „Landschaftsgarten Rüdigsdorf“, Rittergut (privat)
- Schloss Ossa (ruinös) und Privatmuseum Sägemühle Ossa
- Schloss Syhra (ruinös, Privatbesitz)
- Herrenhaus Sahlis in Kohren-Sahlis (privat), Rokokopark Sahlis
- Eisenbahnviadukte Nirkendorf, Wiesebach, Steinbach, Beiern, Heidelbergsmühle (östlich von Beiern), der ehemaligen Bahnstrecke Altenburg-Langenleuba-Oberhain, Radweg in Entstehung
- Park des abgerissenen Schlosses Romschütz, Bodendenkmal der Burg (Schloss)
- Rittergut und Herrenhaus Hainichen (bei Gößnitz) (Altenheim)
- Herrenhaus Lumpzig (1668) und letzte Bockwindmühle des Altenburger Landes in Lumpzig (1732) sowie Grabhügel mit Naturdenkmal „Alte Weide“
- Grabeiche (Tausendjährige Eiche) und Wasserschloss Nöbdenitz (Gemeindeamt)
- Museum Heimatstube Gößnitz sowie ruinöse Malzfabrik in Gößnitz
- Jagdhaus Friedrichslust (heute Wohnungen) an der Bundesstraße B93 zwischen Lehndorf und Zehma, sowie Flächennaturdenkmal Kalksteinbruch bei Zehma
- Rittergut Schwanditz mit längsten Laubengang des Altenburger Landes und einer Porstube, in Schwanditz (Pension, Veranstaltungsort)
- Naturschutzgebiet Talsperre Windischleuba
- Badeseen: Speicherbecken Borna, Speicherbecken Witznitz sowie Tagebaurestloch Pahna und Harthsee bei Frohburg, Haselbacher See bei Ramsdorf, Hainer See bei Neukieritzsch
- Naturschutzgebiet Eschefelder Teiche mit Vogelbeobachtungsstation und historischem Gasthaus „Teichhaus“ (Gaststätte), bei Frohburg-Eschefeld
- Mühlenmuseum Lindigtmühle (technisches Denkmal) am Lindenvorwerk und Lindenteich, Gaststätte im historischen Lindenvorwerk, in Linda bei Kohren-Sahlis
- restaurierte Bockwindmühle in Schönau bei Frohburg von 1862, 1995 hier aufgebaut, ehemals in Breunsdorf stehend
- Beobachtungstribüne der Rennstrecke Frohburger Dreieck am südlichen Ortseingang von Frohburg
- historische Zuckerfabrik Rositz bei Zechau (Industriedenkmal)
- Heimatstube und separates Heimatmuseum „Heimatscheune“ in Rositz
- Rittergut mit Herrenhaus (Gemeindeverwaltung) in Treben
- Wassermühle in Gardschütz, aktive Getreidemühle mit Restaurant und historischer Getreidespeicher „Kornhaus“
- Holländerwindmühle (Turmwindmühle) von Wildenbörten
- Rittergutskomplex Benndorf bei Frohburg, Torhaus, Wirtschaftsgebäude, Orangerie, Park des abgerissenen Schlosses
- Schloss Zedtlitz in Borna-Zedtlitz (privat) und Schlossmühle Zedtlitz (Industriedenkmal), Rittergut
- Renaissanceschloss Ponitz in Ponitz bei Meerane
- Heimat- und Papiermuseum in der Papierfabrik Fockendorf (Industriedenkmal), mit hist. Kleinwasserkraftwerk
- „Quellenhof“ in Garbisdorf, ein Altenburger Vierseithof mit Umgebindehaus mit Fachwerkgiebel und Bohlenstube, Torhaus, Pferdestall mit Porstube (Veranstaltungsort)
- Hof Heitsch in Starkenberg, ein Altenburger Vierseithof, sowie das Feuerwehrmuseum Starkenberg
- Altenburger Vierseithof mit Umgebindehaus in Jonaswalde
- Herrenhaus des Rittergutes in Löhmigen
- Rittergut und Schloss in Weißbach bei Schmölln
- Rittergut mit Schlossrest in Selka bei Schmölln
- Mühlenanlage Papiermühle bei Großstöbnitz
- Thingplatz (Amphitheater von 1934/35), heute als  Volksplatz Borna restauriert und genutzt, in Borna
- Stahlgerüst-Wasserhochbehälter (Kugel, vor 1938) der abgerissenen Brikettfabrik in Deutzen, sowie katholische Holzkirche (1954/56) „Konrad von Parzham“, Wildpferdgehege östlich der Straße Deutzen-Neukieritzsch, Aussichtspunkt Tagebau Vereinigtes Schleenhain
- teilerhaltenes Rittergut und Zisterzienserinnenkloster in Frankenhausen bei Crimmitschau
- Alfred-Ahner-Haus,  Malerwohnhaus, Museum, in Wintersdorf bei Meuselwitz
- Stadt- und Schulmuseum im Schloss Ronneburg (Burganlage), sowie ein Bergbaumuseum zum Uranabbau der Wismut AG (sogenanntes Schaubergwerk Ronneburg) mit zugehörigem Förderturm und Maschinenhaus des Schachtes 407, sowie der „Radiumstollen“ (Stollen Nr. 1 und 2) und das teilerhaltene Rittergut Ronneburg auf dem Gelände der Neuen Landschaft Ronneburg in Ronneburg
- Fabrik Altenburger Wollspinnerei (ALWO) mit Werkssiedlung (Gartenstadt von 1914), Industriedenkmal in Kotteritz
- historisches Wandermarionettentheater „Hinteruhlmannsdorfer Komödiantenhof“ mit Bühne aus dem Jahr 1917 in Engertsdorf
- Volkskundemuseum „Geschichtenhof Wyhra“ in einem Vierseithof in Wyhra bei Borna sowie die Wassermühle Wyhra, Windmühle Neuholländermühle Wyhra
- Stadtmuseum und Jahnbad Borna (Schwimmhalle), Stadtmauerreste sowie Torturm „Reichstor“ (1723) mit Wächterhaus, Emmauskirche (Borna) (Heuersdorfer Kirche, die nach Borna umgesetzt wurde beim Abriss von Heuersdorf), Brikettfabrik Witznitz (Industriedenkmal, 1912, gelber Klinkerbau, Witznitzer Werkstraße) und König-Albert-Kaserne, Reiterkaserne, Weiße Kaserne (1893), Rote Kaserne, Alte Wache (1874), Garnisonslazarett, Offizierskasino (heute kath. Pfarrkirche St. Joseph), in Borna
- Brikettfabrik Neukirchen mit Nebengebäuden (roter Klinkerbau, ehem. Diskothek „CULT“) mit Freigeländeausstellung u. a. Dampfspeicherlok der Bauart „Meiningen“, Brikettpresse, Baggerschaufel (Industriedenkmal) in Neukirchen bei Borna an der B95
- Herrenhaus Gestewitz bei Borna
- Herrenhaus des ehemaligen Rittergutes Kesselshain bei Borna
- Pleiße-Radweg von Ebersbrunn bei Zwickau über Altenburg nach Leipzig
- Gedenkeiche und Gedenkstein (Findling mit Inschrift) für Besuch von König Friedrich August von Sachsen am 1. Juli 1910 in Zedtlitz bei Borna
- Naturschutzgebiet Haselbacher Teiche und „Westernbahnhof“ (Veranstaltungsort) in Haselbach
- Schwelwerk II (Industriedenkmal) in Regis bei Regis-Breitingen
- Herrenhaus des Rittergutes Ramsdorf sowie Grabdenkmäler derer von Bünau in der Dorfkirche
- Wassermühle Großmecka
- Rittergut in Maltis (ruinös)
- Amtsvorwerk in Kraschwitz bei Nobitz (Vierseithof)
- ehemalige Wassermühle „Funkenmühle“ in Mockern bei Nobitz und Stätte des Gefechts von Mockern 1813
- bemerkenswerte Industriemühle/Wassermühle Münsa (ruinös) und Rittergut mit Herrenhaus (privat) und Pleißenbrücke von 1787 mit Inschrifttafel in Münsa bei Nobitz
- Herrenhaus/Pächterhaus (1881) des ehemaligen Rittergutes Nobitz sowie Gemeindebackhaus (1772)
- Herrenhaus (1706) des Rittergutes von Podelwitz bei Nobitz
- Rittergutreste mit Wasserturm in Priefel bei Nobitz
- herzogliches Kammerforsthaus (1805) in Wilchwitz bei Nobitz
- Marien-Wallfahrtskirche mit bemerkenswerter Innenausstattung, Kirchturm soll ein ehemaliger Burgturm sein, Pfarrhof mit Fachwerkobergeschoß in Nobitz-Ziegelheim
- Wassermühle in Zürchau bei Nobitz
- historischer Wegestein mit sächsischem Wappen  von 1740 (Kopie) in Altmörbitz
- historische Straße mitten durch die Talsperre Schömbach über eine Bachbrücke zum Gleinawald (üblicherweise heute begehbar wenn die Talsperre Niedrigwasser hat), Zufahrt vom Dorf Neuenmörbitz
- Dorfbrunnen (1813) mit Schwengelpumpe in Oberleupten bei Nobitz
- Herrenhaus des Rittergutes Wildenhain (um 1880)
- Waldgebiet „Streitwald“ zwischen Kohren-Sahlis und Frohburg (Erholungsgebiet)
- Radweg auf der ehemaligen Wyhratalbahn Frohburg-Kohren(-Sahlis) und geplanter Museumsbahnhof mit Lokschuppen und Schienenfahrzeugen in Kohren
- Hochwasserrückhaltebecken Regis-Serbitz an der B93 bei Thräna (Schutzanlage vor Pleißehochwassern)
- Wassermühle Kostitz bei Starkenberg und Reste des Rittergutes (Schloss abgerissen)
- Rittergut Kleinbraunshain (seit 1945 Braunshain) bei Lumpzig, ruinös (Herrenhaus abgerissen)
- Mausoleum der Adelsfamilie von Bloedau auf dem Friedhof von Stünzhain bei Altenburg (lt. Denkmalverzeichnis von Altenburg), Kammerherren und Besitzer von Schloss Ehrenberg bei Altenburg
- Naturschutzgebiet Phönix-Nord bei Prößdorf – aufgeschütteter Braunkohletagebau mit einer Vielfalt an Lebensräumen, neben dem ehemaligen Glaswerk Maltitz am Dreiländereck zwischen Thüringen, Sachsen und Sachsen-Anhalt, wo ein Dreiherrenstein die Grenze markiert

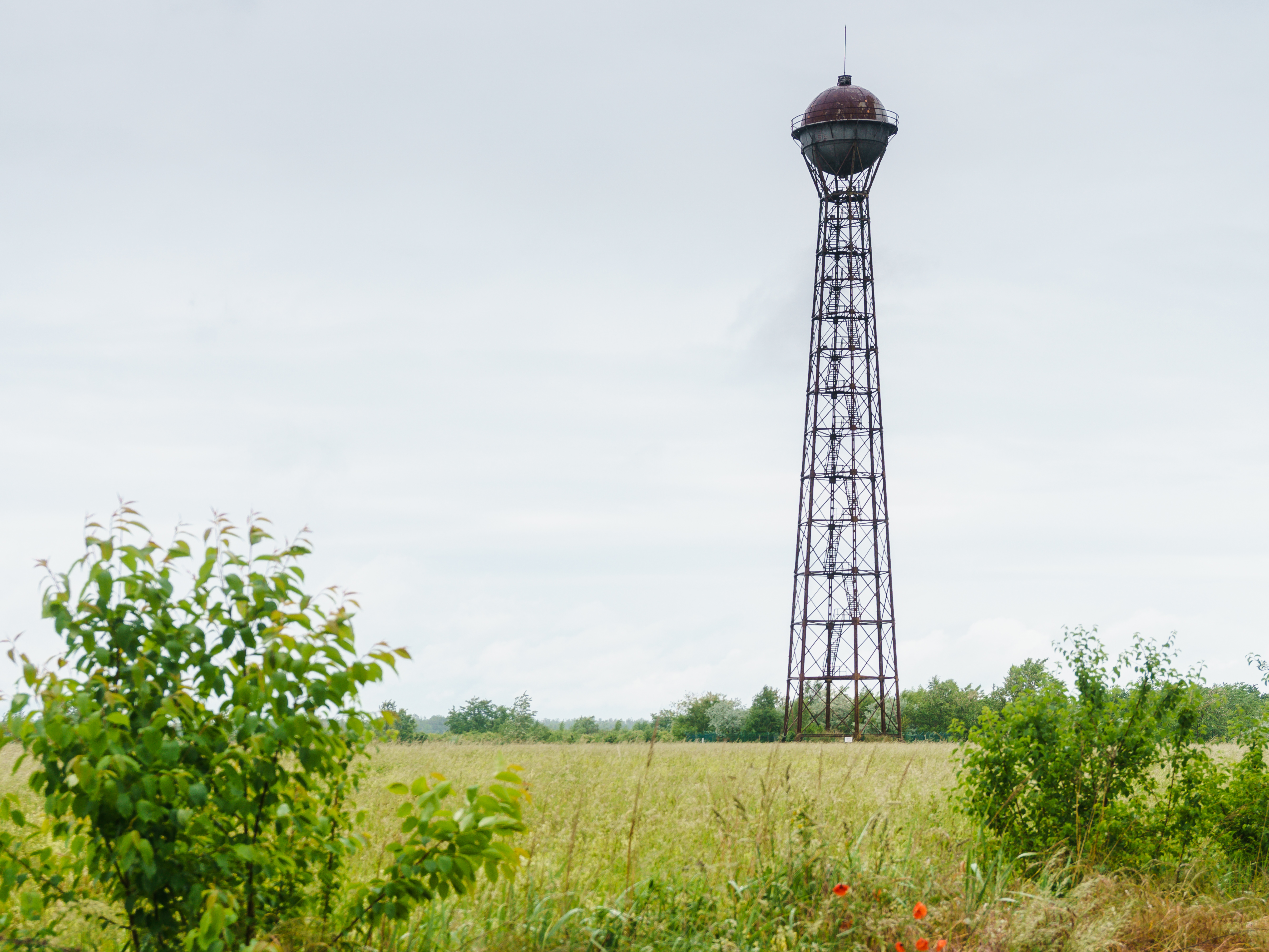
Wasserkugel in Deutzen
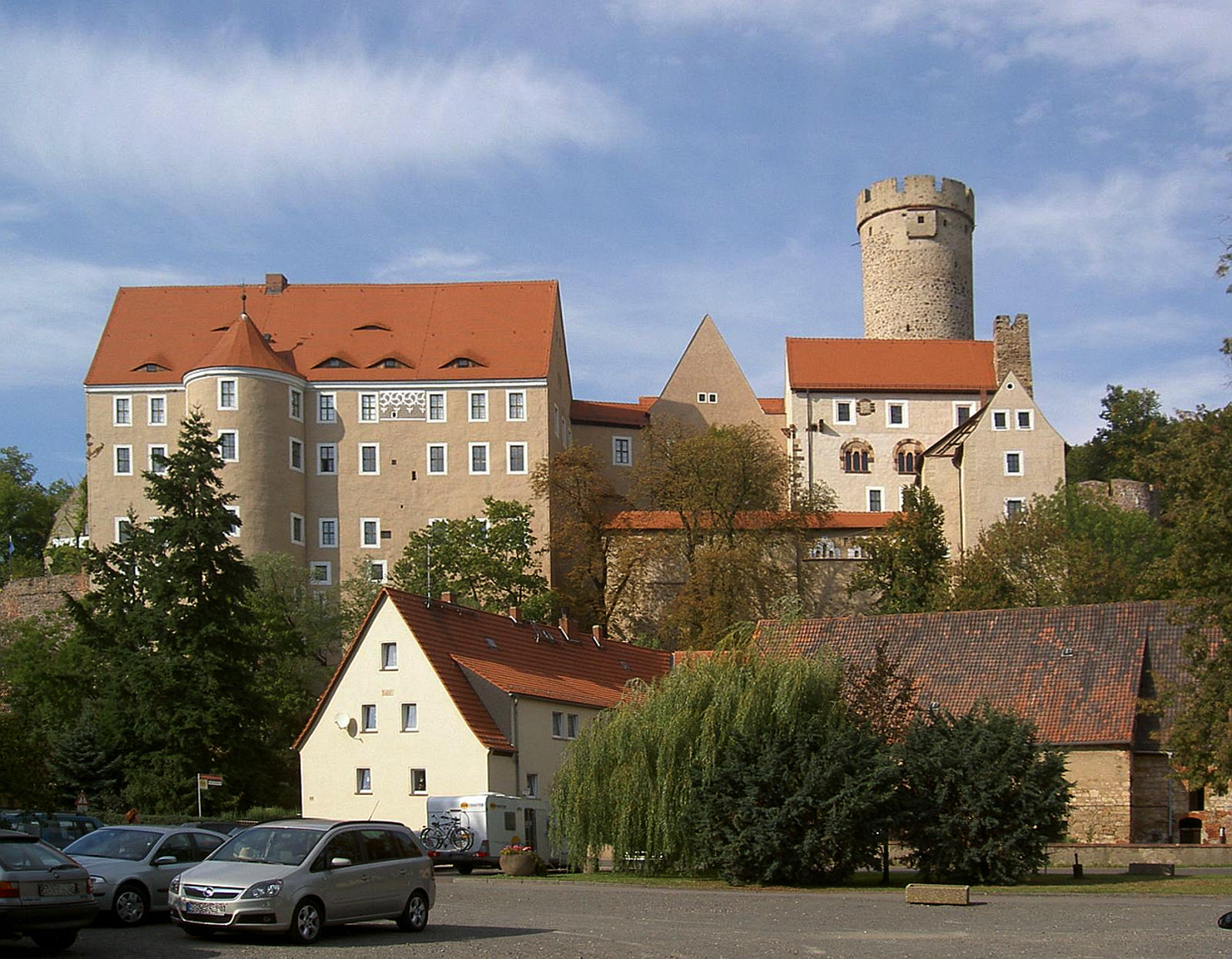
Burg Gnandstein
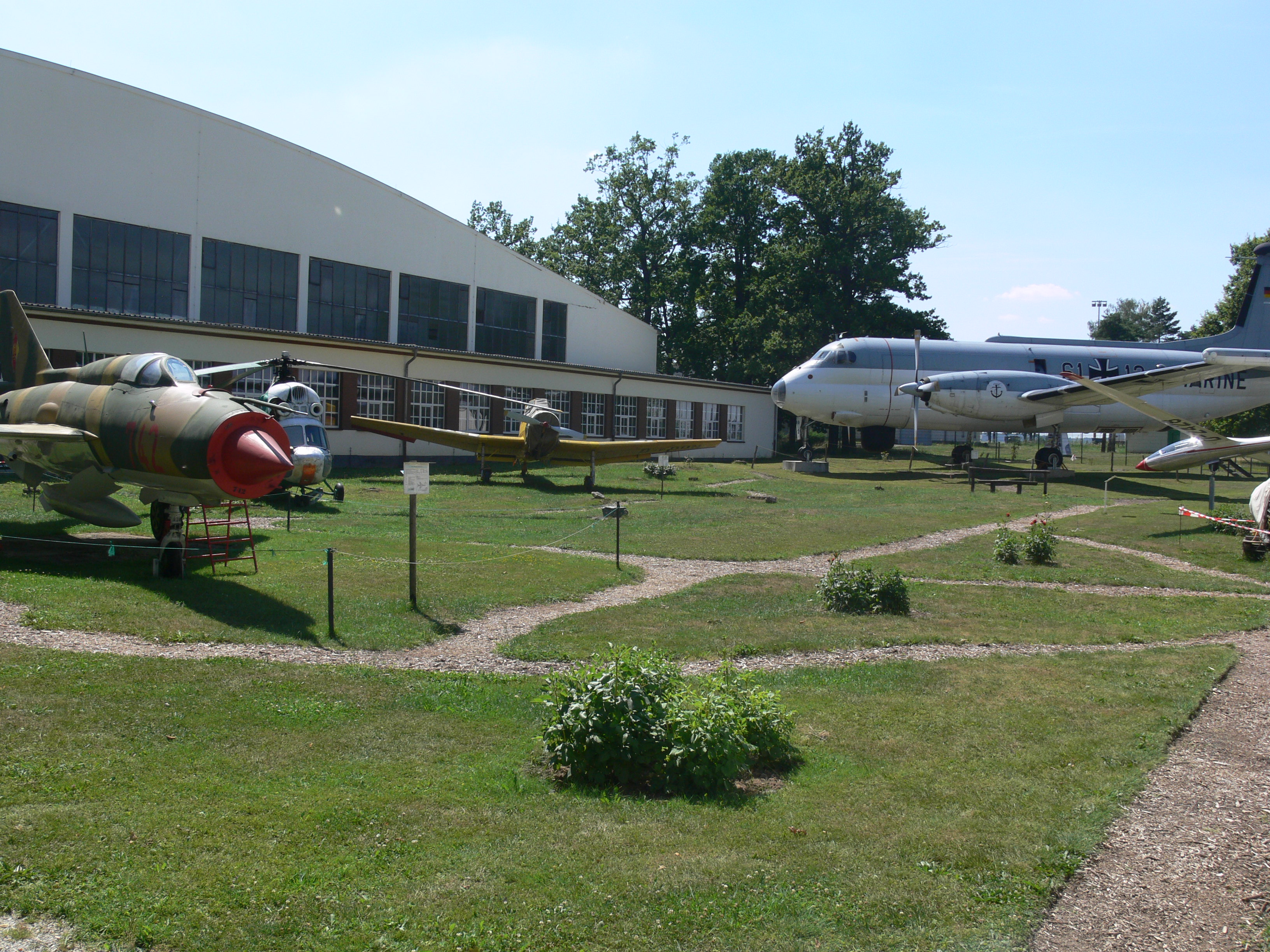
Flughafenmuseum Altenburg-Nobitz
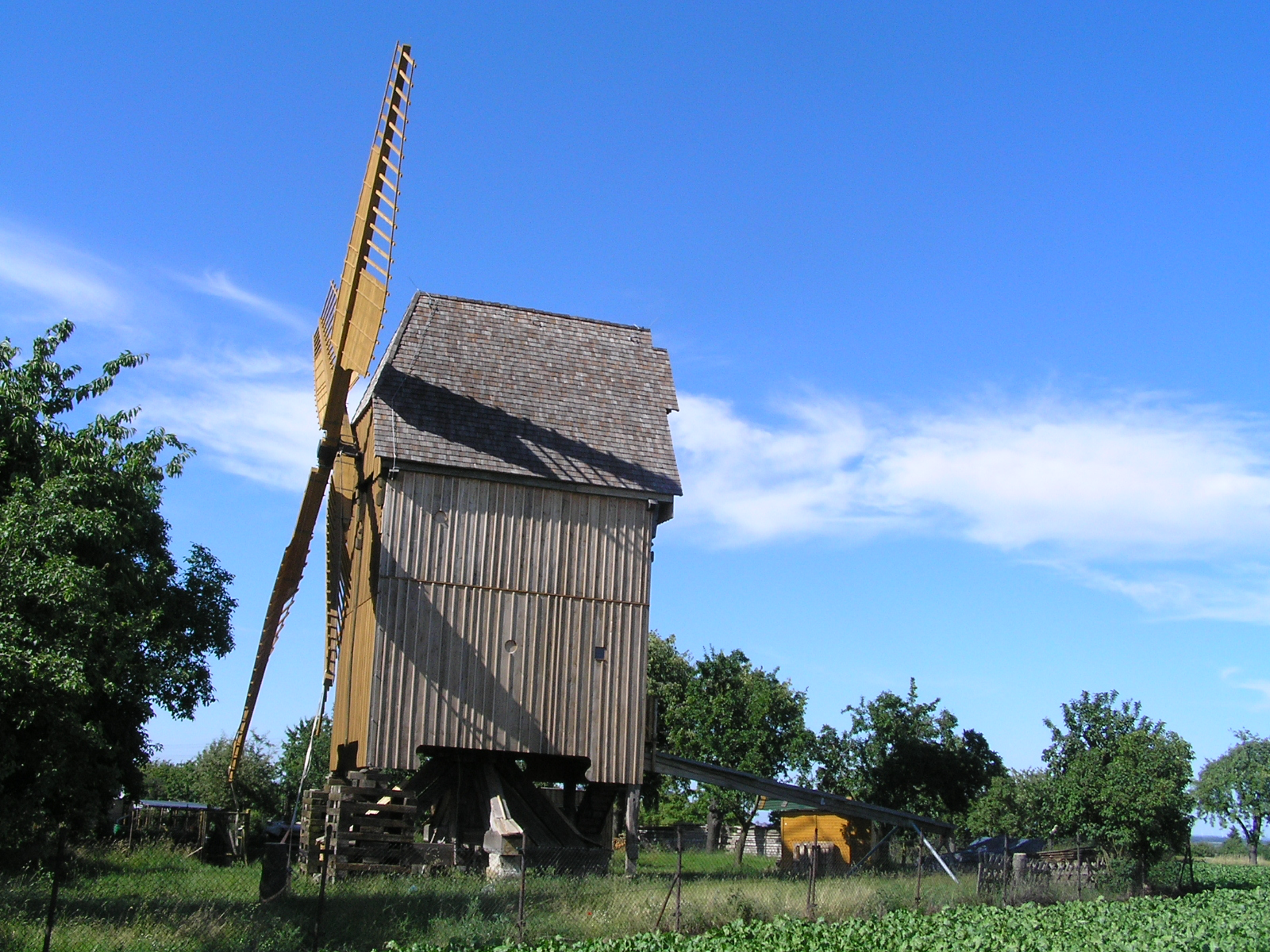
Bockwindmühle Lumpzig
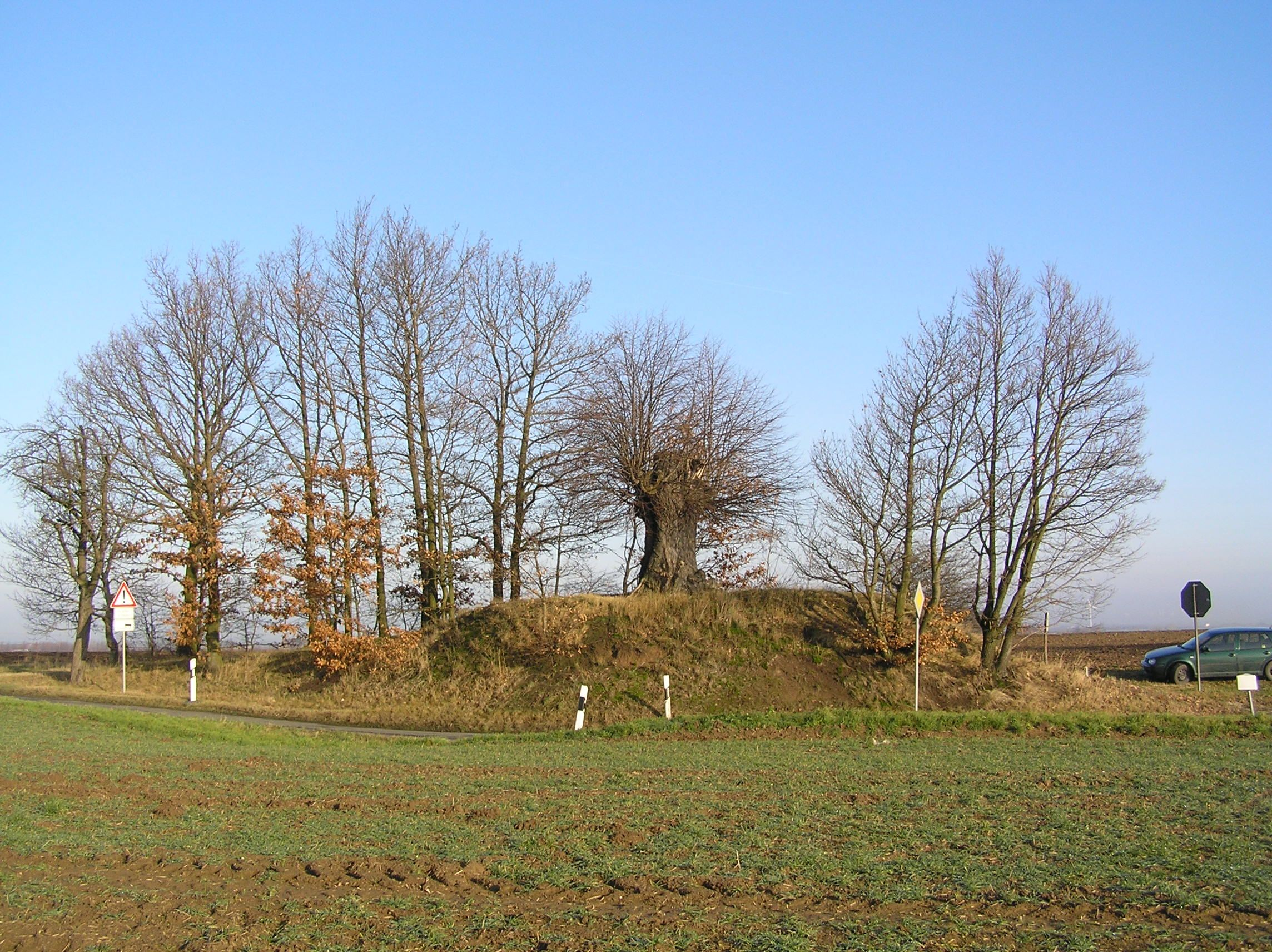
Hügelgrab bei Lumpzig
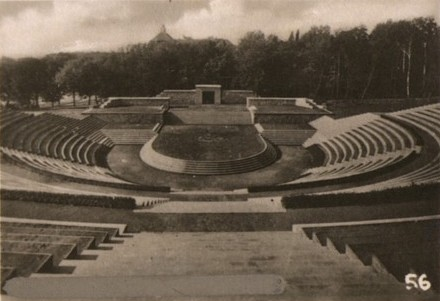
Volksplatz Borna, Thingplatz
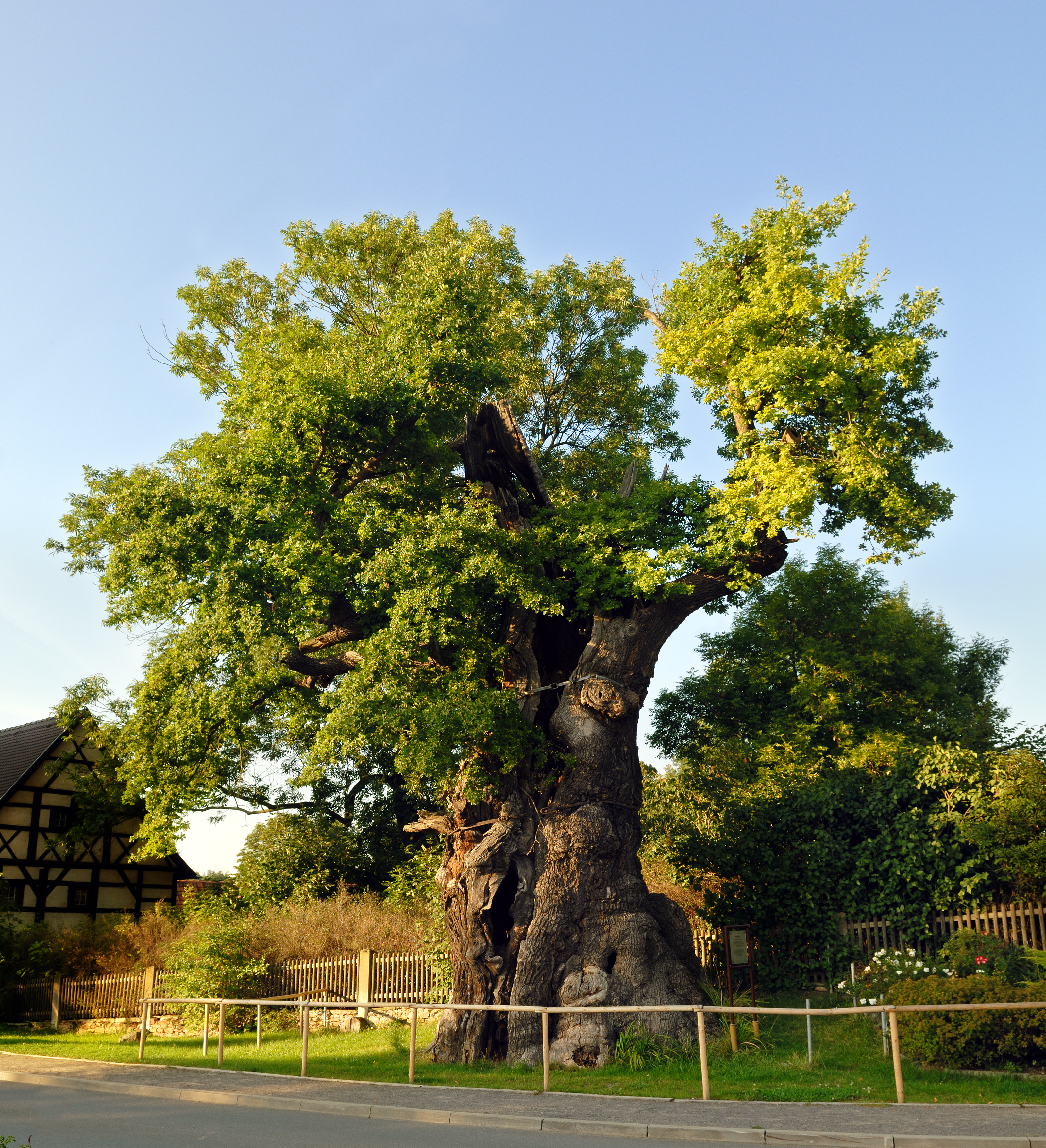
„Grabeiche“ in Nöbdenitz (Grabstätte)
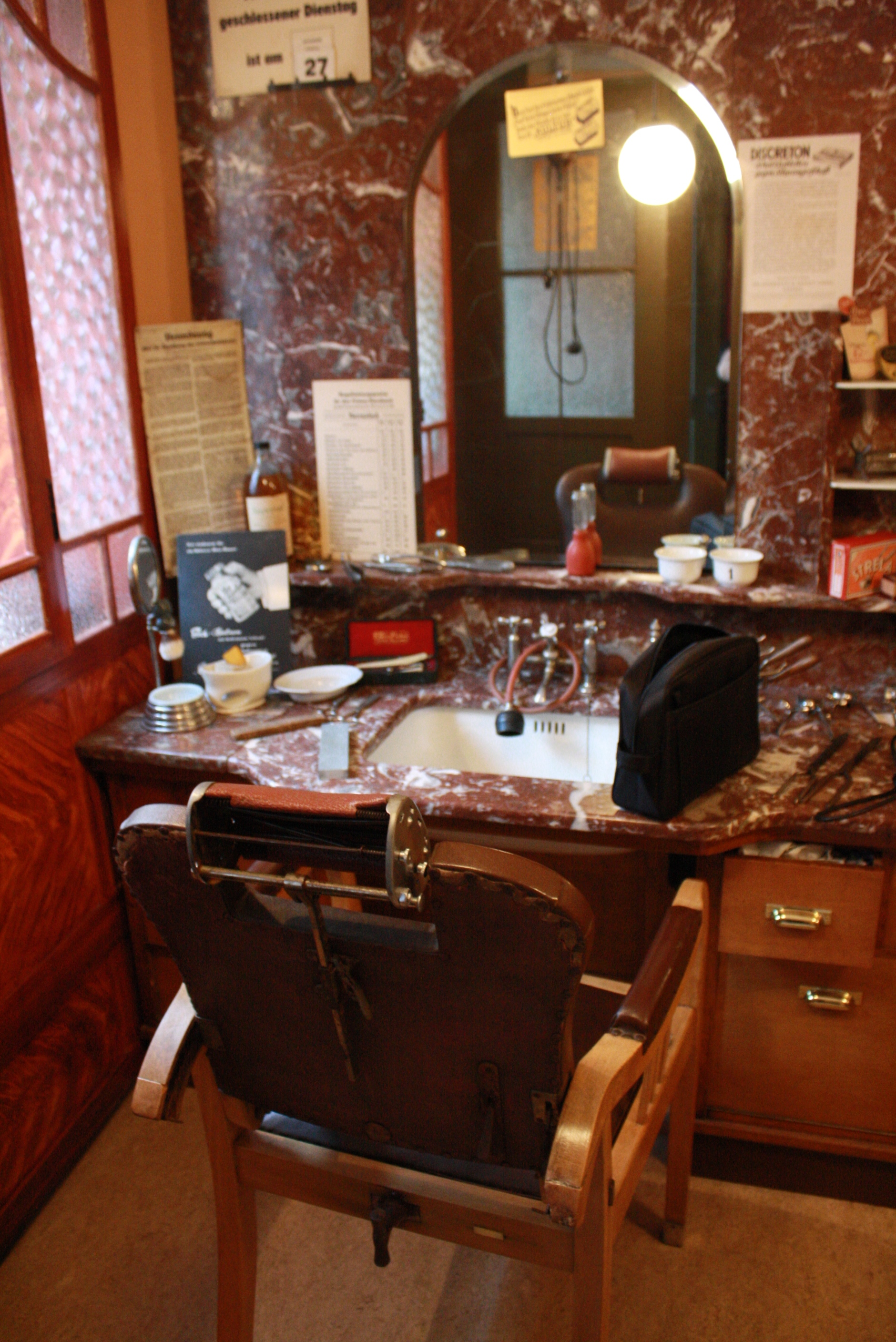
Historischer Friseursalon in Altenburg

siehe auch:
- Liste der Windmühlen in Thüringen
- Liste der Museen in Thüringen
- Liste der Kulturdenkmale im Landkreis Altenburger Land
- Liste der Naturdenkmale im Landkreis Altenburger Land
- Liste der Naturschutzgebiete im Landkreis Altenburger Land
- Liste von Aussichtstürmen in Thüringen

### Bildung
Im Kreisgebiet des Altenburger Landes existieren 21 Grundschulen, wobei eine davon die freie integrative Grundschule in Ehrenberg ist. Weiterhin gibt es 13 Regelschulen, 5 Gymnasien, wobei sich jeweils eins in Schmölln und Meuselwitz befindet. Die drei weiteren befinden sich in Altenburg, namentlich sind dies das Friedrichgymnasium, das Lerchenberggymnasium und das freie Christliche Spalatin-Gymnasium. Zudem existieren zwei berufsbildende Schulen (Staatliche Berufsbildende Schule für Gewerbe und Technik und Staatliche Berufsbildende Schule für Wirtschaft und Soziales) und eine Volkshochschule sowie drei regionale Förderzentren mit verschiedenen Förderschwerpunkten. Die Musikschule Altenburger Land in Schmölln und Altenburg besitzt mehrere Zweigstellen.
Im Umkreis von 50 Kilometern gibt es vier Universitäten und vier Fachhochschulen.

### Gesundheitswesen
Die Klinikum Altenburger Land GmbH versorgt mit rund 800 Mitarbeitern und knapp 600 Betten jährlich 18000 stationäre und 26000 ambulante Patienten hauptsächlich in Altenburg, aber auch in Schmölln (Innere Medizin). Das Klinikum ist akademisches Lehrkrankenhaus des Universitätsklinikums Jena und der Universität Leipzig.
Das überregionale Schlaganfallzentrum ist Kooperationspartner für mehrere Krankenhäuser, auch in Sachsen. Weiterhin gibt es ein Darmzentrum. Die Geschäftsführerin des Klinikums, Gundula Werner, ist zur Vorsitzenden der Landeskrankenhausgesellschaft Thüringen gewählt worden. Laut Krankenhausplan des Freistaates soll Schmölln geschlossen werden. Private Klinikkonzerne mit Kliniken im Umkreis (Borna bzw. Gera) eröffneten in Altenburg Medizinische Versorgungszentren.
Des Weiteren findet man in Altenburg die Klinik für Psychiatrie, Psychotherapie und Psychosomatik der Evangelischen Lukas-Stiftung mit ca. 100 Betten.
Im Landkreis wird bei einigen Indikationen auffällig häufig operiert, wie eine Untersuchung der Bertelsmann Stiftung zutage förderte.

### Bundesgartenschau 2007
Das offizielle Begleitprogramm des Landkreises Altenburger Land zur Bundesgartenschau 2007 trug den Namen Resurrektion Aurora. Die Ausstellungsfläche umfasst den Förderturm Löbichau des ehemaligen Schachtes Drosen bei Löbichau mit einer Lindenallee für Fußgänger und Radfahrer zur sanierten Halde Beerwalde, die bis zur Bergkuppe begangen werden kann.

## Kfz-Kennzeichen
Am 1. Juli 1994 wurden dem Landkreis die Kfz-Unterscheidungszeichen ABG (Altenburg) und SLN (Schmölln) zugewiesen. Ab dem 1. Februar 1995 war nur noch das Kürzel ABG offiziell. Aufgrund der Kennzeichenliberalisierung ist seit dem 24. November 2012 auch das Unterscheidungszeichen SLN wieder erhältlich.